# Gent
Gent (Frans: Gand) is de hoofdstad en grootste centrumstad van de Belgische provincie Oost-Vlaanderen en van het arrondissement Gent. Gent heeft een oppervlakte van 15.777 hectare en telt 269.597 inwoners, waarmee het naar inwonertal de op een na grootste gemeente van België is, na Antwerpen. De stad is tevens de hoofdplaats van het kieskanton Gent en telt vijf gerechtelijke kantons.
Gent ontstond uit Keltische woonkernen in het gebied van de samenvloeiing van de Leie en de Schelde. In de middeleeuwen groeide Gent onder impuls van een bloeiende wolnijverheid uit tot een van de grootste steden van Europa. Ook de vlas- en linnennijverheid en het stapelrecht op graan dat Gent verwierf droegen aanzienlijk bij tot haar welvaart. Na een korte calvinistische periode kende de stad een zeker verval dat pas keerde tegen het einde van de 18e eeuw, toen de katoennijverheid Gent tot een van de eerste industriesteden van het Europese vasteland maakte. In het Hof ten Walle, het latere Prinsenhof, werd op 24 februari 1500 de latere keizer Karel V geboren. In de stad werden de Pacificatie van Gent (1576) en de Vrede van Gent (1814) ondertekend.
Gent wordt ook wel de Fiere Stede of de Arteveldestad genoemd. Wegens zijn ligging in een uitgestrekt gebied van bloemen- en plantenkwekerijen wordt Gent ook de Bloemenstad genoemd (zie Gentse Floraliën). De inwoners van Gent heten Gentenaars en dragen de bijnaam Stroppen (Stroppendragers). In Gent spreekt men Gents, een dialect dat behoorlijk sterk van de andere Oost-Vlaamse dialecten afwijkt.
De patroonheiligen van Gent zijn Sint-Lieven en Pharaïldis. Sint-Bavo is de patroonheilige van het bisdom Gent; naar hem zijn de voormalige Sint-Baafsabdij en de huidige Sint-Baafskathedraal vernoemd.

## Geschiedenis

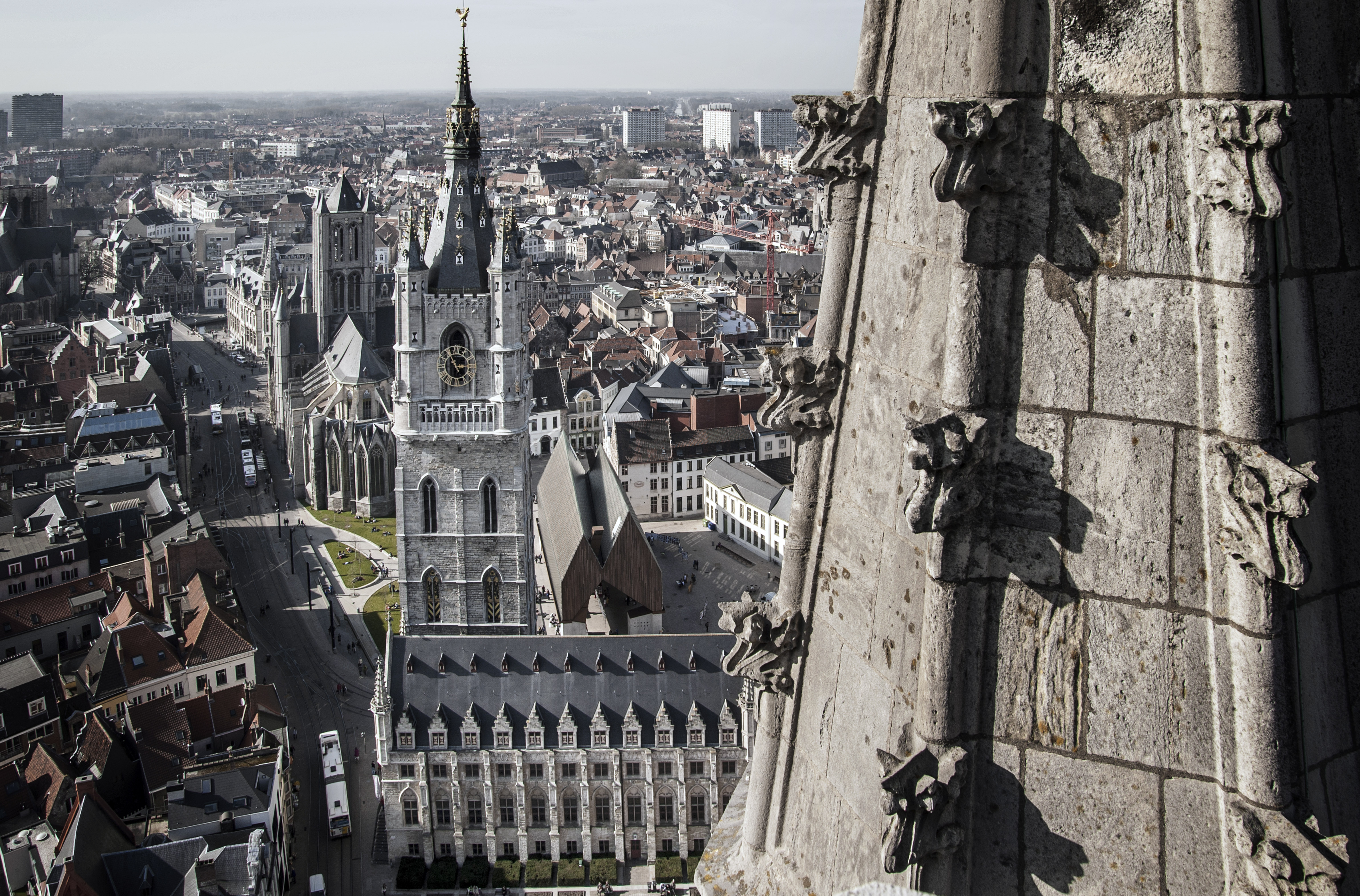
Uitzicht over de stad vanaf de Sint-Baafskathedraal: het belfort en de Lakenhalle.

Reeds in de Gallische (of Keltische) tijd waren er meerdere woonkernen in de streek. De naam Gent is niet toevallig afgeleid van het Keltische Ganda, wat monding betekent, in Gent: de Leie en de Schelde. Oudere theorieën, zoals deze van Tourneur, die de naam Gent verklaarde als "samenvloeiing", zijn echter onjuist gebleken. Deze rivieren stroomden en kronkelden in een gebied waar veel gronden periodiek onder water liepen (de meersen) en die dus niet ideaal waren voor landbouw maar beter geschikt voor schapenteelt. Gent zou eeuwenlang de belangrijkste stad van de Nederlanden zijn voor laken (gemaakt van wol), vlas (met in de 19e eeuw de grootste vlasfabriek van West-Europa) en katoen (de eerste geïndustrialiseerde stad van het vasteland).
Gent had vanaf de zevende eeuw twee grote abdijen (Sint-Baafs 625-650 en Sint-Pieters, na 650) die mee de stad hielpen vormen. Deze abdijen moeten rond 800 zo belangrijk geweest zijn dat Lodewijk de Vrome, zoon van Karel de Grote, Einhard tot abt van beide abdijen benoemt. Einhard was de biograaf van Karel de Grote.
In 851-852 en tussen 879-883 verwoestten de Vikingen beide abdijen en vestigden zich zelfs lange tijd aan de Schelde. Toen de Vikingen uit het Scheldegebied waren weggetrokken en de regio weer veilig was, verschoof de economische activiteit van de Sint-Baafsabdij (Portus Ganda) naar een kern iets westelijker langs de Schelde, Portus Gandavum. Daar ontwikkelde zich een eerste middeleeuwse handelsnederzetting. Die oudste middeleeuwse stad was in Gent een gebied van 6 hectare binnen een omwalling die op de Schelde aansloot (langs de Borreputsteeg, Kalandeberg, Mageleinstraat, Regnessestraat (verdwenen - op het huidige Sint-Baafsplein) en Nederpolder). Er vormde zich met de tijd aan de Schelde een haventje, rond de Sint-Janskerk (later Sint-Baafskathedraal). In deze periode, aan het einde van de negende eeuw werd er tevens een castrum opgericht door Boudewijn II de Kale op de plaats van het huidige Gravensteen. Deze twee kernen groeiden geleidelijk naar elkaar toe in de loop van de 10de eeuw, langs de as Hoogpoort. Het economische centrum verschoof naar de Leie-oevers (Graslei/Korenlei en de Groentenmarkt).
Vanaf het jaar 1000 was Gent gedurende enkele eeuwen de grootste stad van de Lage Landen (tot rond 1550). Gent was groter dan Keulen, de grootste stad van het Heilige Roomse Rijk in de middeleeuwen, en, na Parijs en Londen, de grootste stad van Noordwest-Europa. Keizer Karel zei van Gent “Je mettrais Paris dans mon Gant/-d” (“Ik zou Parijs in mijn handschoen/Gent steken”). In de 12de en 13de eeuw was het historisch centrum omsloten door een eerste verdedigingsgordel van natuurlijke en gegraven waterlopen, namelijk de Schelde, de Ottogracht, de Leie, de Houtlei en de Ketelvest. Het geheel werd door stadspoorten versterkt. In de 13e eeuw telde de stad zo'n vijftig- tot zestigduizend inwoners.
Midden op de Vrijdagmarkt staat een standbeeld van Jacob van Artevelde, de wijze man van Gent, die op het plein op 26 januari 1340 koning Eduard III van Engeland ontving. Vijf jaar later vermoordden wevers en volders elkaar op dit plein als voorspel voor de moord op deze Jacob van Artevelde. Zijn zoon, Filips van Artevelde, die de Gentenaars aanvoerde tegen het Franse leger onder leiding van Lodewijk II van Male en Karel VI van Frankrijk, sneuvelde in 1382 in de Slag bij Westrozebeke.

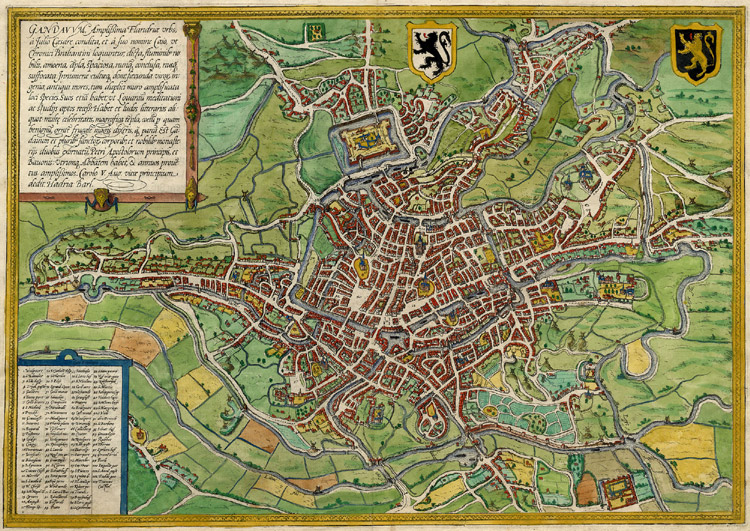
Gent op de kaart van Braun en Hogenberg in 1576

Gent was altijd een rebelse stad. De burgers vochten er honderden jaren tegen de vorsten om hun privileges of vrijheden te vrijwaren. In de zestiende eeuw speelde Gent een belangrijke rol in de opkomst van het calvinisme. Tussen 1577 en 1584 was er in Gent een calvinistische Gentse Republiek gevestigd. Toen werd ook de eerste Gentse (theologische) universiteit opgericht (in het Pand, vandaag gerestaureerd en eigendom van de Universiteit Gent). Ophefmakend was de terechtstelling op de brandstapel van vijf bedelmonniken. Na 1584 weken vele calvinisten uit naar Nederland.
Gent zou in de 17e en 18e eeuw weer de grootste stad van België worden en dat blijven tot de hongersnood van 1845-1848. Aan het eind van de 18e eeuw zou het als eerste stad van het vasteland industrialiseren, vooral door de invoering van de gemechaniseerde linnen- en katoennijverheid en onder meer nadat Lieven Bauwens een spinmachine, de "Mule Jenny", uit Engeland naar Gent smokkelde. Gent was van dan af een belangrijke industriële textielstad.
Gent zou wel varen onder de Franse en Nederlandse tijd (met onder andere de bouw van het Kanaal Gent-Terneuzen), omdat het met zijn textielindustrie grote markten kon bedienen.

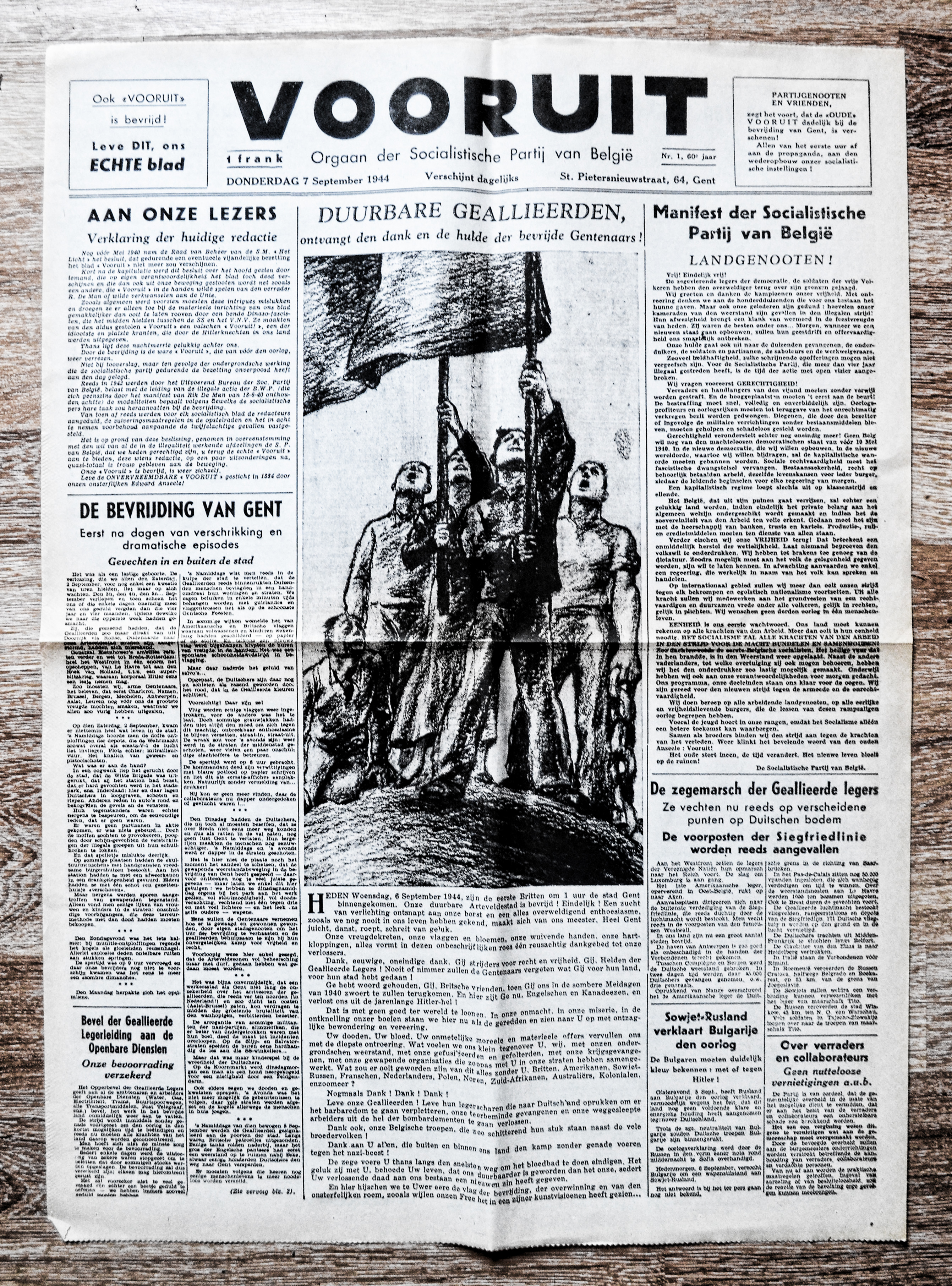
Voorpagina van Vlaams socialistisch dagblad Vooruit 7 september 1944 over bevrijding van Gent

De stad steunde de Belgische Revolutie in 1830 niet, in tegenstelling tot Brussel, de Brabantse steden, Luik en Namen. De Gentse textielindustrie had immers een grote afzetmarkt in Nederlands-Indië, die met de Belgische Revolutie verloren ging. Ook de oprichting van de nieuwe universiteit had Gent aan koning Willem I te danken. Een groot deel van de Gentse burgerij was en bleef Oranjegezind, hoewel de meerderheid van de orangisten liefst Frans sprak. Na 1848 gingen de orangisten op in de Liberale Partij.
Gent is de stad waar de eerste moderne vakbonden van België het licht zagen, en waar de Belgische socialistische beweging ontstond. Edward Anseele, de leider van de Gentse socialisten, zou echter eerst in Luik verkozen worden als parlementslid.
Gent was gaststad van de Wereldtentoonstelling van 1913. De tentoonstelling zelf werd georganiseerd in het zuiden van de stad. De terreinen werden na de expo het Miljoenenkwartier. Met het oog op de tentoonstelling opende vlakbij - aan het nieuwe Maria-Hendrikaplein - het Station Gent-Sint-Pieters.
De universiteit van Gent werd tijdens de Eerste Wereldoorlog door de Duitse bezetters vervlaamst. Er werden dus cursussen in het Nederlands gegeven. Na deze oorlog werd ze weer volledig Franstalig. In 1919 vond in Gent een anti-Vlaamse hetze plaats.

## Geografie

### Waterlopen

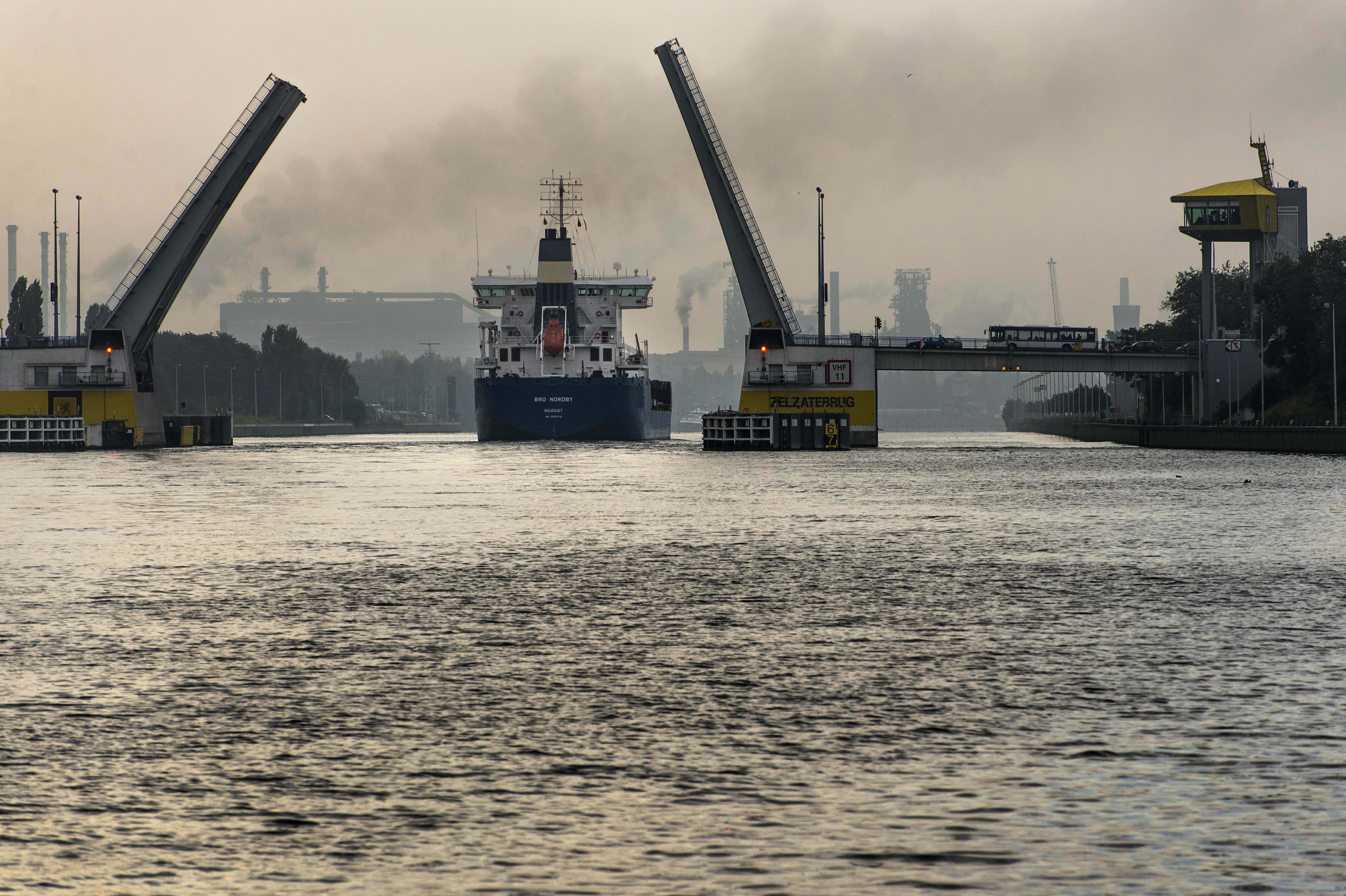
Het zeekanaal Gent-Terneuzen. De Zelzatebrug met op de achtergrond de staalfabriek ArcelorMittal.

In de 10e eeuw was Gent via een open verbinding verbonden met de Honte (de huidige Westerschelde), toen ook wel genaamd Heidezee. Deze liep via de waterloop Burggravenstroom ("Le Torrent des Châtelains", langs Kluizen en Ertvelde) en splitste zich in drieën. Twee vertakkingen kwamen bij Boekhoute en Assenede uit in de Braakman. De derde vertakking stond in verbinding met een oude arm van de rivier de Durme, die uitkwam in de Honte. Deze laatste kon als waterweg gebruikt worden voor de kleine scheepvaart.
In de 12e en 13e eeuw raakte Gent zijn verbinding met de Braakman kwijt als gevolg van verzanding, en later door de aanleg van de Landdijk of Graaf Jansdijk (1402). Wel werden er waterwegen aangelegd of verbeterd, die begonnen nabij Assenede en liepen naar Gent. Een ervan is de Schipgracht (pas laat in de 15e eeuw kreeg deze de naam Burgervaartstroom). De Schipgracht verbond Gent en Ertvelde met Meulestede, Langerbrugge, Kerkbrugge, Wippelgem en Kluizen. De andere is "De Waterganc". Deze liep van een buitenwijk van Assenede (het latere Zelzate) naar Rodenhuize. Hier was het voldoende om de oude Durme te kanaliseren.
Een belangrijke waterloop voor Gent was de Lieve. De Lieve werd gegraven tussen 1251 en 1269 en vormde de eerste kunstmatige waterverbinding tussen Gent en de Noordzee. Over 45 km liep ze van Damme, waar ze in het Zwin uitmondde, naar Gent, waar ze in de Leie stroomde ter hoogte van het Gravensteen.
In 1547 werd de Sassevaart gegraven om een verbinding te krijgen met de Honte. Deze verzandde later en in 1823 werd de Sassevaart weer uitgegraven en verlengd. Dit werd het huidige Kanaal Gent-Terneuzen.
Andere waterlopen zijn de Leie, het kanaal Gent-Brugge of Brugse Vaart, de Ringvaart en de Coupure.
Gent is deelnemer aan het project Water in Historic City Centres. De Nederschelde en de samenvloeiing van de Leie en de Schelde is intussen hersteld ter hoogte van Portus Ganda.

### Deelgemeenten
Sinds de fusies van 1965 en 1977 bestaat Gent uit de volgende deelgemeenten:
|      | Naam                | Oppervlakte (km²) | Bevolking (2023) | Bevolkingsdichtheid |
| ---- | ------------------- | ----------------- | ---------------- | ------------------- |
| I    | Gent                | 59,14             | 133.650          | 2260                |
| II   | Mariakerke          | 5,26              | 11.746           | 2233                |
| III  | Drongen             | 27,83             | 14.320           | 515                 |
| IV   | Wondelgem           | 5,68              | 16.274           | 2865                |
| V    | Sint-Amandsberg     | 6,08              | 26.368           | 4337                |
| VI   | Oostakker           | 11,66             | 15.708           | 1347                |
| VII  | Desteldonk          | 5,73              | 952              | 166                 |
| VIII | Mendonk             | 2,67              | 254              | 95                  |
| IX   | Sint-Kruis-Winkel   | 3,41              | 1.255            | 368                 |
| X    | Ledeberg            | 1,07              | 9.023            | 8433                |
| XI   | Gentbrugge          | 7,90              | 23.422           | 2965                |
| XII  | Afsnee              | 3,95              | 1.500            | 380                 |
| XIII | Sint-Denijs-Westrem | 6,18              | 5.639            | 912                 |
| XIV  | Zwijnaarde          | 11,12             | 7.722            | 694                 |

Deelgemeenten

Bron: Gemeentelijk Structuurplan Gent

### Buurgemeenten
De gemeente Gent grenst aan een groot aantal gemeenten en deelgemeenten:
| - Wachtebeke (gemeente Wachtebeke) - Zaffelare (gemeente Lochristi) - Lochristi, met het dorp Hijfte (gemeente Lochristi) - Destelbergen (gemeente Destelbergen) - Heusden (gemeente Destelbergen) - Melle (gemeente Melle) - Merelbeke (gemeente Merelbeke) - Zevergem (gemeente De Pinte) - De Pinte (gemeente De Pinte) - Sint-Martens-Latem (gemeente Sint-Martens-Latem) | - Sint-Martens-Leerne (gemeente Deinze) - Vosselare (gemeente Deinze) - Landegem (gemeente Deinze) - Merendree (gemeente Deinze) - Vinderhoute (gemeente Lievegem) - Lovendegem (gemeente Lievegem) - Evergem, met de dorpen Belzele en Wippelgem (gemeente Evergem) - Kluizen (gemeente Evergem) - Ertvelde, met het dorp Rieme (gemeente Evergem) - Zelzate (gemeente Zelzate) |

### Wijken
Centraal in Gent bevindt zich de historische en dichtbebouwde binnenstad. Rond deze binnenstad liggen 19e- en 20e-eeuwse arbeiderswijken. Net als het stadscentrum is deze stadsgordel meestal dichtbebouwd. Ten zuiden van de historische stadskern ligt de stationswijk uit het begin van de 20e eeuw. Daar nog eens rond ligt de stadsrand, die zich vooral heeft ontwikkeld langs de grote uitvalswegen waardoor uiteindelijk ook dorpskernen enkele kilometers buiten Gent worden opgeslorpt.
De stad Gent zelf heeft zijn grondgebied onderverdeeld in een 25-tal wijken. In het centrum komen deze vaak ongeveer overeen met historische wijken en buurten. Het grondgebied van de buitenste wijken komt enigszins overeen met de gelijknamige deelgemeenten.
| Naam                            | Deelwijken, buurten en sectoren | Oppervlakte (km²) | Bevolking (24/05/2024) |
| ------------------------------- | --- | ----------------- | ---------------------- |
| Binnenstad                      | Brusselse Poort, Twee poorten, Dierentuin, Gent-Centrum-Zuid, Kouter, Kuip, Nederkouter, Prinsenhof, Patershol, Sint-Jacobs, Sint-Pieters, Zuidpark | 2,67              | 19.344                 |
| Sluizeken - Tolhuis - Ham       | Briel, Voormuide, Tolhuis, Ham | 1,25              | 12.044                 |
| Macharius - Heirnis             | Sint-Macharius, Heirnis, Visserij | 0,74              | 6.625                  |
| Brugse Poort - Rooigem          | Brugse Poort, Drongensesteenweg, Groendreef, Groene Vallei, Malem, Drongense Meersen | 2,54              | 19.826                 |
| Watersportbaan - Ekkergem       | Bijloke, Blaarmeersen, Ekkergem, Neermeersen | 3,68              | 7.490                  |
| Elisabethbegijnhof - Papegaai   | Begijnhofdries, Galgenberg, Pekelharing | 0,94              | 8.191                  |
| Rabot - Blaisantvest            | Blaisantvest, Wondelgemstraat, Rabot, Rabot Station | 0,86              | 8.236                  |
| Wondelgem                       | Wondelgem Centrum, Westergem, Kouterken, Woestijnegoed-Molenhoek, Gavers, Houtjen, Kiekebossen, Lieve-Noord, Wissenhagestraat, Wondelgemse Meersen | 9,22              | 17.923                 |
| Bloemekenswijk                  | Rustoord, Oude Lieve, Van Beverenplein | 1,67              | 9.554                  |
| Muide - Meulestede - Afrikalaan | Afrikalaan, Meulestede, Muide, Muidebrug | 1,51              | 6.735                  |
| Kanaaldorpen en -zone           | Darsen, Desteldonk, Langerbrugge (gebied grenzend aan Langerbrugge in Evergem), Mendonk, Pachtgoed, Port Arthur, Rieme (gebied grenzen aan Rieme in Evergem), Rodenhuize, Rostijne, Sint-Kruis-Winkel, Terdonk, Texaco, Vormingsstation-Oost, Zaffelare (gebied grenzend aan Zaffelare in Lochristi)                                                                                                  | 41,61             | 2.968                  |
| Oostakker                       | Drie Zwaantjes, Goedlevenstraat, John Kennedylaan, Krijte, Lourdes, Mager Goed, Oostakker Centrum, Oostakkerveld, Schansakker, Voordestraat, Walput, Wittewalle | 10,64             | 14.662                 |
| Dampoort                        | Dampoort, Groot Begijnhof, Scheldeoord, Scheldestraat | 1,46              | 12.449                 |
| Sint-Amandsberg                 | Sint-Amandsberg Centrum, Sint-Baafskouter, Syngemkouter, Rozebroeken, Westveld, Oude Bareel, Achtendries, Sint-Bernadette | 6,5               | 20.849                 |
| Moscou - Vogelhoek              | Vogelhoek, Arsenaal, Merelbeke Station | 1,37              | 5.844                  |
| Gentbrugge                      | Coninxdonk, Dries, Sportplein, Zwarte Fles | 4,72              | 8.092                  |
| Oud Gentbrugge                  | Gentbrugge Centrum, Trekweg, Flora, Keizerpark, L. Vanhouttebuurt | 1,49              | 9.523                  |
| Ledeberg                        | Ledeberg Centrum, Eindeke, Belle Vue, De Naeyerdreef, Keizerspark, Moscou | 1,49              | 9.444                  |
| Zwijnaarde                      | Zwijnaarde Centrum, Roosken, Hutsepot, Universiteit, 't Schaarken, Ter Linden, Zonneput, Koning Leopoldstraat, Zwijnaarde-Industrie, Maaltepark, Rijvissche, Paolalaan, Klosse, Hoedjen, Nieuwgoed, Puttenhove | 12,18             | 7.905                  |
| Nieuw Gent - UZ                 | Ottergemse Dries, Akademisch Ziekenhuis, Steenakker, Nieuw Gent, Sint-Alois, Groothandelsmarkt | 4,15              | 7.620                  |
| Stationsbuurt Zuid              | Sint-Pieters-Aaigem, De Smet - De Naeyer, Kauwplein, Over De Meersstraat, Rekencentrum, Sint-Pieters-Aalst | 2,67              | 8.127                  |
| Stationsbuurt Noord             | Citadelpark, Ganzendries, Heuvelpoort, Patijntje, Station | 2,19              | 12.864                 |
| Sint-Denijs-Westrem             | Sint-Denijs-Westrem Centrum, Drie Sleutels, Vierschaar, Rosdam, Maalte, Steenaarde, Bugten, Maria Middelares, Afsnee Centrum, Kouter, Goedinge | 8,49              | 6.397                  |
| Mariakerke                      | Beekstraat-Kouter, Brug Zuidoost, Brug Zuidwest, Kerkwijk, Kolegem, Lieve, Maeswal, Mariakerke Centrum, Steengoed, Valkenhuis, Vijfhoek | 8,29              | 14.414                 |
| Drongen                         | Assels, Baarle Dorp, Baarlevelde, Blauwpoort, Campagne, De Karper, De Roos, Drie Leien, Drongen-Industriepark, Drongen Dorp, Eikendreef, Gaverland, Halewijn, Heie, Heilig Huizeken, Helsendries, Hoogland, Keuzemeersen, Keuzestraat, Kraaiaarde, Lake, Luchteren, Mijlpaal, Noordhout, Oude Abdij, Oude Wee, Paradijskouter, Prinsenhof, Slindonk, Ter Rivieren, Varendries, Vierlinden, Wafelijzer | 25,63             | 13.129                 |

## Demografie

### Evolutie van het inwoneraantal van deelgemeente Gent
- Bronnen: NIS en stad Gent (deelgemeente Gent na 1977) - Opm:1806 t/m 1970=volkstellingen; vanaf 1977=inwonertal per 1 januari
- 1927: aanhechting van gebiedsdelen van Desteldonk, Ertvelde, Evergem, Kluizen, Mendonk, Oostakker, Sint-Kruis-Winkel en Zelzate (+ 8 km² met 1.250 inwoners)
- 1965: aanhechting van Desteldonk, Mendonk en Sint-Kruis-Winkel en gebiedsdelen van Kluizen, Oostakker, Wachtebeke en Zaffelare. (+ 31,08 km² met 3.200 inwoners)

### Demografische ontwikkeling van de fusiegemeente
Gent verloor sinds 1977 (248.657 inw.) zeer veel inwoners aan de meer residentiële Gentse randgemeenten. Door een influx van migranten en door een succesvolle stadsvernieuwing stijgt het aantal inwoners opnieuw sinds 1999, toen er iets minder dan 224.000 inwoners waren.
Alle historische gegevens hebben betrekking op de huidige gemeente, inclusief deelgemeenten, zoals ontstaan na de fusie van 1 januari 1977.
- 1977: aanhechting van Afsnee, Drongen, Gentbrugge, Ledeberg, Mariakerke, Oostakker, Sint-Amandsberg, Sint-Denijs-Westrem, Wondelgem, Zwijnaarde; gebiedsruil tussen Gent (Zwijnaarde) en Merelbeke (aanwinst voor Gent:+ 87,34 km² met 108.952 inwoners)
- Bronnen:NIS, Opm:1831 tot en met 1981=volkstellingen; 1990 en later= inwonertal op 1 januari

| Inwoners van jaar tot jaar op 1 januari 1992 tot heden | Inwoners van jaar tot jaar op 1 januari 1992 tot heden | Inwoners van jaar tot jaar op 1 januari 1992 tot heden | Inwoners van jaar tot jaar op 1 januari 1992 tot heden |
| jaar                                                   | Aantal                                                 | Evolutie: 1992=index 100                               |                                                        |
| ------------------------------------------------------ | ------------------------------------------------------ | ------------------------------------------------------ | ------------------------------------------------------ |
| 1992                                                   | 230.232                                                | 100,0                                                  |                                                        |
| 1993                                                   | 229.821                                                | 99,8                                                   |                                                        |
| 1994                                                   | 228.490                                                | 99,2                                                   |                                                        |
| 1995                                                   | 227.483                                                | 98,8                                                   |                                                        |
| 1996                                                   | 226.464                                                | 98,4                                                   |                                                        |
| 1997                                                   | 225.469                                                | 97,9                                                   |                                                        |
| 1998                                                   | 223.545                                                | 97,5                                                   |                                                        |
| 1999                                                   | 224.074                                                | 97,3                                                   |                                                        |
| 2000                                                   | 224.180                                                | 97,4                                                   |                                                        |
| 2001                                                   | 224.685                                                | 97,6                                                   |                                                        |
| 2002                                                   | 226.220                                                | 98,3                                                   |                                                        |
| 2003                                                   | 228.016                                                | 99,0                                                   |                                                        |
| 2004                                                   | 229.344                                                | 99,6                                                   |                                                        |
| 2005                                                   | 230.951                                                | 100,3                                                  |                                                        |
| 2006                                                   | 233.120                                                | 101,3                                                  |                                                        |
| 2007                                                   | 235.143                                                | 102,1                                                  |                                                        |
| 2008                                                   | 237.524                                                | 103,2                                                  |                                                        |
| 2009                                                   | 230.049                                                | 104,3                                                  |                                                        |
| 2010                                                   | 243.366                                                | 105,7                                                  |                                                        |
| 2011                                                   | 247.486                                                | 107,5                                                  |                                                        |
| 2012                                                   | 248.242                                                | 107,8                                                  |                                                        |
| 2013                                                   | 248.813                                                | 108,1                                                  |                                                        |
| 2014                                                   | 251.133                                                | 109,1                                                  |                                                        |
| 2015                                                   | 253.266                                                | 110,0                                                  |                                                        |
| 2016                                                   | 257.029                                                | 111,6                                                  |                                                        |
| 2017                                                   | 259.083                                                | 112,5                                                  |                                                        |
| 2018                                                   | 260.341                                                | 113,1                                                  |                                                        |
| 2019                                                   | 262.219                                                | 113,9                                                  |                                                        |
| 2020                                                   | 263.927                                                | 114,6                                                  |                                                        |
| 2021                                                   | 263.703                                                | 114,5                                                  |                                                        |
| 2022                                                   | 265.086                                                | 115,1                                                  |                                                        |
| 2023                                                   | 268.122                                                | 116,5                                                  |                                                        |
| 2024                                                   | 269.597                                                | 117,1                                                  |                                                        |
| 2025                                                   | 272.657                                                | 118,4                                                  |                                                        |

### Turkse gemeenschap uit Emirdağ
Sinds de jaren 1960 is er een aanzienlijke migratiestroom van inwoners uit Emirdağ en het gelijknamige district in Turkije naar Gent, waar ze de meerderheid van de Turkse gemeenschap vormen. Deze migratie begon in het kader van de gastarbeidersregelingen, waarbij Belgische bedrijven arbeiders uit Turkije rekruteerden voor fabriekswerk en zwaar industrieel werk.
De Emirdağse gemeenschap in Gent heeft een belangrijke sociale en culturele rol gespeeld in de stad. Er zijn diverse verenigingen, moskeeën en handelszaken die hun wortels in Emirdağ hebben.

## Politiek
Gent is de provinciehoofdstad van de provincie Oost-Vlaanderen en het Provinciehuis staat dan ook in Gent.

### Structuur
De stad Gent ligt in het kieskanton Gent (dat hetzelfde is als het provinciedistrict Gent) in het kiesarrondissement Gent en de kieskring Oost-Vlaanderen.
| Gent             | Gent             | Supranationaal         | Nationaal                         | Nationaal                 | Gemeenschap               | Gewest                    | Provincie                 | Arrondissement  | Provinciedistrict | Kanton          | Gemeente        |
| ---------------- | ---------------- | ---------------------- | --------------------------------- | ------------------------- | ------------------------- | ------------------------- | ------------------------- | --------------- | ----------------- | --------------- | --------------- |
| Administratief   | Niveau           | Europese Unie          | België                            | België                    | Vlaanderen                | Vlaanderen                | Oost-Vlaanderen           | Gent            | Gent              | Gent            | Gent            |
| Administratief   | Bestuur          | Europese Commissie     | Belgische regering                | Belgische regering        | Vlaamse regering          | Vlaamse regering          | Deputatie                 | Deputatie       | Deputatie         | Deputatie       | Gemeentebestuur |
| Administratief   | Raad             | Europees Parlement     | Kamer van volksvertegenwoordigers | Vlaams Parlement          | Vlaams Parlement          | Vlaams Parlement          | Provincieraad             | Provincieraad   | Provincieraad     | Provincieraad   | Gemeenteraad    |
| Kiesomschrijving | Kiesomschrijving | Nederlands Kiescollege | Kieskring Oost-Vlaanderen         | Kieskring Oost-Vlaanderen | Kieskring Oost-Vlaanderen | Kieskring Oost-Vlaanderen | Kieskring Oost-Vlaanderen | Gent            | Gent              | Gent            | Gent            |
| Verkiezing       | Verkiezing       | Europese               | Federale                          | Federale                  | Vlaamse                   | Vlaamse                   | Provincieraads-           | Provincieraads- | Provincieraads-   | Provincieraads- | Gemeenteraads-  |

### 2025-2030

#### Schepencollege
| Functie en bevoegdheden | Naam                 | Partij | Partij    |
| --- | -------------------- | ------ | --------- |
| Burgemeester Architectuurbeleid, stadsbouwmeester, asielbeleid, bestuursondersteuning, internationale samenwerking, interne coördinatie en algemene zaken, interne en externe communicatie, juridische aangelegenheden, klachtenmanagement, openbaarheid van bestuur, organisatieontwikkeling en organisatiebeheersing, plaats naamgeving, stadsmarketing en stadspromotie, stedelijke vernieuwing, strategische planning, strategische subsidies, veiligheidsbeleid, politie en brandweer, onbewoonbaarverklaring van woningen, preventie- en overlastbeleid; Vluchtelingenbeleid en Stedelijk Opvanginitiatief (SOI) | Mathias De Clercq    |        | Voor Gent |
| Eerste schepen Participatie, buurtwerk, mondiale solidariteit, facilitair management en digitalisering | Hafsa El-Bazioui     |        | Groen     |
| Tweede schepen Sociale vooruitgang, gezondheid, ouderenbeleid en cultuur, voorzitter bijzonder comité voor de sociale dienst | Astrid De Bruycker   |        | Voor Gent |
| Derde schepen Economie, haven, handel, toerisme en openbare netheid | Sofie Bracke         |        | Voor Gent |
| Vierde schepen Onderwijs, opvoeding, jeugd, gezin en outreachend werk | Evita Willaert       |        | Groen     |
| Vijfde schepen Mobiliteit, ruimte, stadsontwikkeling en plezier | Joris Vandenbroucke  |        | Voor Gent |
| Zesde schepen Natuur en groen, werk en sociale economie, gelijke kansen en sport | Bram Van Braeckevelt |        | Groen     |
| Zevende schepen Personeelsbeleid, burgerzaken en dienstverlening | Burak Nalli          |        | Voor Gent |
| Achtste Schepen Wonen, milieu, klimaat en energie | Filip Watteeuw       |        | Groen     |
| Negende schepen Financiën, stedenbouw, erfgoed en administratieve vereenvoudiging | Christophe Peeters   |        | Voor Gent |

1. 1 2 3  lid van Open Vld
2. 1 2 3  lid van Vooruit

#### Gemeenteraad
De zittingen van de gemeenteraad worden voorgezeten door een voorzitter en ondervoorzitter:
- Voorzitter gemeenteraad: Rudy Coddens (Voor Gent (Vooruit))
- Ondervoorzitter gemeenteraad: Zeneb Bensafia (Groen)

De raadsleden per partij zijn:
- Voor Gent: Stephanie D'Hose (Open Vld, fractieleider), Mathias De Clercq (Open Vld, burgemeester), Astrid De Bruycker (Vooruit, schepen), Sofie Bracke (Open Vld, schepen), Joris Vandenbroucke (Vooruit, schepen), Burak Nalli (Vooruit, schepen), Christophe Peeters (Open Vld, schepen), Rudy Coddens (Vooruit), Sami Souguir (Open Vld), Sabena Donkor (Vooruit), Freya Van den Bossche (Vooruit), Frederik Sioen (Vooruit), Sven Taeldeman (Vooruit), Bruno Matthys (Vooruit), Veli Yüksel (Open Vld), Dilek Arici (Vooruit), Veerle Baert (Vooruit), Stefaan De Winter (Open Vld), Patricia De Beule (Open Vld)
- Groen: Laura Schuyesmans (co-fractieleider), Bert Misplon (co-fractieleider), Hafsa El-Bazioui (schepen), Bram Van Braeckevelt (schepen), Evita Willaert (schepen), Filip Watteeuw (schepen), Zeneb Bensafia, Fourat Ben Chikha, Gaëlle De Smet, Liesbeth De Weder, Sophie Vanonckelen, Sarah Van Acker, Jenna Boeve, Lies Vanpeperstraete
- N-VA: Anneleen Van Bossuyt (fractieleider), Bob Cammaert, Els Rogiers, Mathieu Cockhuyt, Charlotte Coucke, Gert Robert, Karlijn Deene, Yilmaz Cetinkaya, Ronny Rysermans, Pascal Vlaeminck
- CD&V: Isabelle Heyndrickx (fractieleider), Stijn De Roo, Filip Van Laecke, Simon Smagghe
- PVDA: Tom De Meester (fractieleider), Julie Steendam, Yüksel Kalaz
- Vlaams Belang: Jonas Naeyaert (fractieleider), Johan Deckmyn, Barbara Bonte

Het aantal zetels per partij in de gemeenteraad van Gent voor de huidige legislatuur 2025-2030 op datum van 7 januari 2025:
| Partij        | Aantal zetels                           |
| ------------- | --------------------------------------- |
| Voor Gent     | 19 (11 voor Vooruit en 8 voor Open Vld) |
| Groen         | 14                                      |
| N-VA          | 10                                      |
| CD&V          | 4                                       |
| PVDA          | 3                                       |
| Vlaams Belang | 3                                       |

Totaal aantal zetels: 53

#### Begroting
De Gentse schuldenberg dikte in de periode 2014-2024 in ijltempo aan, leren cijfers uit de jaarrekeningen die De Tijd via de databank van het Vlaams Agentschap Binnenlands Bestuur raadpleegde. Daarin zijn zowel de financiën van de stad en het OCMW als de autonome gemeentebedrijven en de lokaal verbonden welzijnsverenigingen opgenomen.
In 2025 dwingt de financiële situatie de coalitie van bij de opmaak van de meerjarenbegroting tot 'brutale keuzes'. Structureel moet er zo'n 120 miljoen euro bespaard worden, het budget voor nieuw beleid inbegrepen. In verhouding tot de totale uitgaven van de stad in 2024 gaat het om een inspanning van ruim 7 procent.

### Uitslagen gemeenteraadsverkiezingen sinds 1976
Op 1 januari 1977 ging de fusie van Gent met de voormalige gemeenten Afsnee, Drongen, Gentbrugge, Ledeberg, Mariakerke, Oostakker, Sint-Amandsberg, Sint-Denijs-Westrem, Wondelgem en Zwijnaarde van start.
Bij de gemeenteraadsverkiezingen van 1976 was de CVP de grootste partij met 33% van de geldig uitgebrachte stemmen; in 2006 was de CD&V teruggevallen tot de 4de plaats met 16%, in kartel met de N-VA. In 2012 haalde CD&V 9%; voormalig kartelpartner N-VA werd toen de tweede grootste partij, met ruim 17%. De SP groeide van 23% in 1976 naar 31,5% in 2006, in kartel met Spirit. In 2012 kwam sp.a samen met Groen op. Het kartel kreeg bijna 45,5% van de stemmen en kreeg daardoor de absolute meerderheid in het bestuur. De PVV had 24% in 1976, 21% in 2006 en 16,5% in 2012. Het Vlaams Belang bekwam in 2006 18% van de meetellende neergelegde stemmen (was 20% voor het Vlaams Blok in 2000), in 2012 zakte de partij weg tot 6,5%. Agalev steeg van 9% in 2000 tot 12% in 2006. De vroegere Volksunie was in 2000 tot 4% verschrompeld (was 14% in 1976).
| Partij / Kartel      | Partij / Kartel                                | 10-10-1976 | 10-10-1976 | 10-10-1982 | 10-10-1982 | 9-10-1988 | 9-10-1988 | 9-10-1994 | 9-10-1994 | 8-10-2000 | 8-10-2000 | 8-10-2006 | 8-10-2006 | 14-10-2012 | 14-10-2012 | 14-10-2018 | 14-10-2018 | 13-10-2024 | 13-10-2024 |
| Stemmen / Zetels     | Stemmen / Zetels                               | %          | 53         | %          | 51         | %         | 51        | %         | 51        | %         | 51        | %         | 51        | %          | 51         | %          | 53         | %          | 53         |
| -------------------- | ---------------------------------------------- | ---------- | ---------- | ---------- | ---------- | --------- | --------- | --------- | --------- | --------- | --------- | --------- | --------- | ---------- | ---------- | ---------- | ---------- | ---------- | ---------- |
|                      | CVP1/ CD&V-N-VAA/ CD&V2                        | 32,541     | 19         | 29,051     | 17         | 26,761    | 15        | 21,561    | 12        | 17,931    | 10        | 15,83A    | 8         | 9,12       | 4          | 8,82       | 4          | 8,62       | 4          |
|                      | VU1/ VU&ID2/ CD&V-N-VAA/ N-VA3                 | 13,771     | 7          | 13,471     | 7          | 7,981     | 3         | 3,991     | 1         | 3,972     | 1         | 15,83A    | 8         | 17,13      | 9          | 12,13      | 6          | 17,83      | 10         |
|                      | PVV1/ VLD2/ VLD-VIVANT3/ Open Vld4/ Voor GentD | 23,91      | 14         | 19,381     | 11         | 21,711    | 12        | 21,722    | 13        | 21,032    | 11        | 21,043    | 11        | 16,54      | 9          | 25,24      | 15         | 32,5D      | 8          |
|                      | SP1/ sp.a-spirit2/ sp.a-GroenC/ Voor GentD     | 23,361     | 13         | 25,761     | 15         | 27,661    | 16        | 21,811    | 13        | 25,071    | 14        | 31,582    | 17        | 45,5C      | 15         | 33,5C      | 7          | 32,5D      | 11         |
|                      | SVDM1/ Agalev2/ Groen!3/ sp.a-GroenC/ Groen4   | -          |            | 2,851      | 0          | 7,362     | 3         | 9,792     | 5         | 9,112     | 4         | 12,063    | 6         | 45,5C      | 11         | 33,5C      | 14         | 24,64      | 14         |
|                      | GROEN                                          | -          |            | 4,28       | 1          | 2,44      | 0         | -         |           | -         |           | -         |           | -          |            | -          |            | -          |            |
|                      | Vlaams Blok1/ Vlaams Belang2                   | -          |            | 2,361      | 0          | 5,161     | 2         | 12,661    | 7         | 19,541    | 11        | 18,052    | 9         | 6,52       | 3          | 7,82       | 4          | 6,52       | 3          |
|                      | PVDA1/ PVDA+2                                  | 0,811      | 0          | 0,441      | 0          | 0,381     | 0         | 0,861     | 0         | 0,621     | 0         | 1,012     | 0         | 2,92       | 0          | 7,11       | 3          | 7,41       | 3          |
|                      | Anderen(*)                                     | 5,62       | 0          | 2,41       | 0          | 0,55      | 0         | 7,51      | 0         | 2,72      | 0         | 0,44      | 0         | 2,4        | 0          | 5,5        | 0          | 2,7        | 0          |
| Totaal stemmen       | Totaal stemmen                                 | 173.336    | 173.336    | 166.370    | 166.370    | 163.401   | 163.401   | 156.611   | 156.611   | 153.179   | 153.179   | 162.192   | 162.192   | 159.040    | 159.040    | 165.693    | 165.693    | 119.187    | 119.187    |
| Opkomst %            | Opkomst %                                      |            |            |            |            | 92,52     | 92,52     | 91,43     | 91,43     | 90,94     | 90,94     | 92,93     | 92,93     | 90,32      | 90,32      | 91,1       | 91,1       | 64,9       | 64,9       |
| Blanco en ongeldig % | Blanco en ongeldig %                           | 4,62       | 4,62       | 5,7        | 5,7        | 4,88      | 4,88      | 5,31      | 5,31      | 4,11      | 4,11      | 3,82      | 3,82      | 4,10       | 4,10       | 4,3        | 4,3        | 1,8        | 1,8        |

De vetgedrukte getallen vormen de coalities die na de verkiezingen tot stand kwamen. De grootste partij is in kleur

(*) 1976: KPB (2,74%), VDU (2,56%), PF (0,32%) / 1982: KPE (1,53%), RAD (0,54%), UDB (0,43%) / 1988: KP-SAP (0,55%) / 1994: GENT (2,34%), W.O.W. (2,05%), KOMOP (1,0%), ROSSEM (0,81%), BEB (0,38%), GRAS (0,34%), AOV (0,31%), NWP (0,28%) / 2000: Vivant (1,56%), LEEF (0,65%), DIGTER (0,51%) / 2006: LSP (0,44%) / 2012: Rood! (1,0%), Piratenpartij (0,7%), LijstLijst (0,3%), Belg. Unie (0,2%), Solida (0,2%) / 2018: DUW.Gent (2,0%), Be.One (1,1%), Gentse Burgers (1,0%), PISS-OFF (0,6%), MRP (0,3%), VMC (0,3%), Spiegel Partij (0,2%) / 2024: Fouad Ahidar&Team Gent (1,4%), Voor U (0,6%), GrondRecht (0,4%), Red Gent (0,3%)

## Bezienswaardigheden

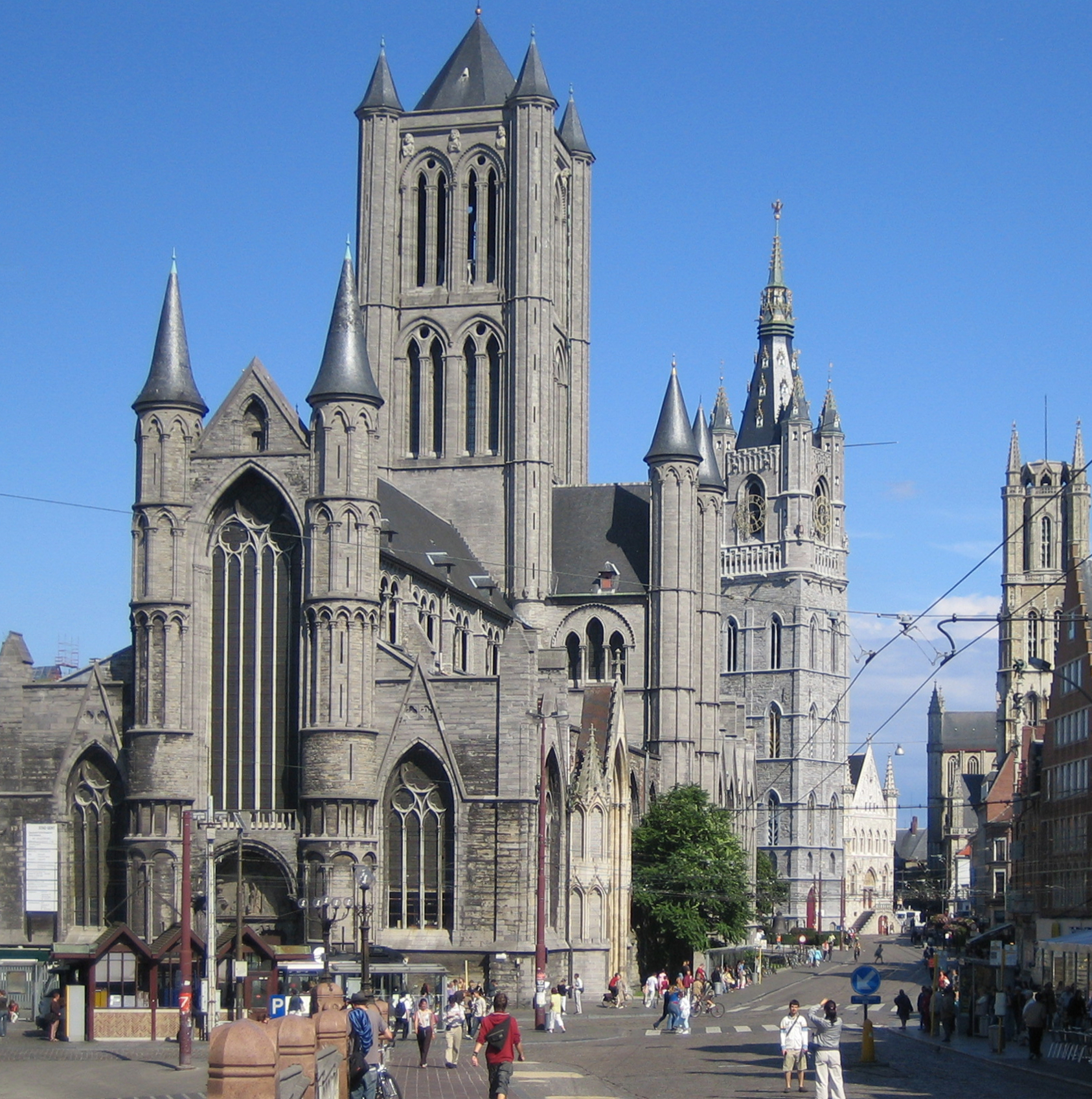
De drie torens (v.l.n.r.): de Sint-Niklaaskerk, het belfort en de Sint-Baafskathedraal

Gent telt meer dan 9800 bestaande objecten die zijn aangemerkt als waardevol onroerend erfgoed. Een groot deel hiervan is beschermd erfgoed.

### Historische binnenstad
Het Gentse stadssilhouet wordt gedomineerd door 'de drie torens', ook wel de Gentse torenrij genoemd: de 95 meter hoge belforttoren, de Sint-Baafskathedraal (oorspronkelijk de Sint-Janskerk) met het beroemde retabel Het Lam Gods van Jan van Eyck en de Sint-Niklaaskerk. De Boekentoren is binnen een universiteitsbibliotheek met ook studeerruimtes, en is een modernistisch gebouw ontworpen door Henry Van De Velde in de jaren 30. Ook het oorspronkelijke meubilair werd door hem ontworpen. De Boekentoren wordt door velen gezien als de vierde toren van Gent. In 2012 werd een nieuwe toren in Gent ingehuldigd, de Arteveldetoren te Sint-Denijs-Westrem. In maart 2017 ging de nieuwe stadsbibliotheek De Krook open, een gebouw met meerdere functies.

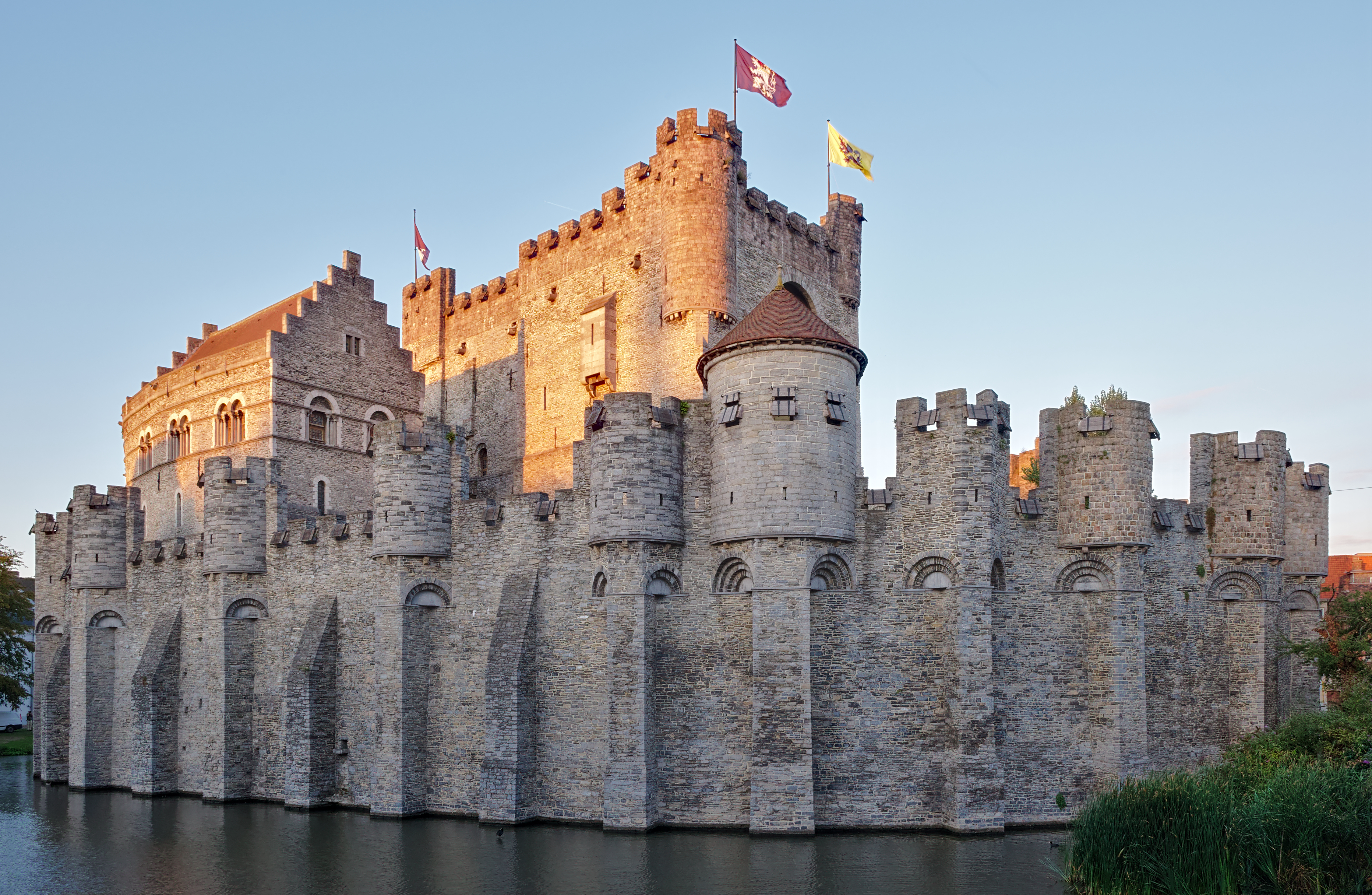
Het Gravensteen gezien vanuit Sint-Widostraat

Gent is rijk aan een groot aantal civiele bouwwerken, zoals dat onder meer te zien valt aan de Graslei en de Korenlei met hun voorname gildehuizen en andere panden, waaronder het Oud Postgebouw. Een van de grootste civiele monumenten in de binnenstad is het Gravensteen, een kasteel en grafelijke residentie uit de twaalfde eeuw met een nog vrijwel intact verdedigingssysteem. Het is de enig overgebleven middeleeuwse burcht in Vlaanderen. Een ander gebouw met historische waarde is het Prinsenhof, waar in 1500 keizer Karel V geboren werd, die als keizer van het Heilige Roomse Rijk over het grootste Europese rijk sinds Lodewijk de Vrome regeerde. Het Sint-Jorishof is het oudste hotel van Europa.
Tegen het reeds genoemde belfort, dat dateert uit de veertiende eeuw en de status van UNESCO-Werelderfgoed heeft, aan bevindt zich de Lakenhal, in de middeleeuwen het centrum van de Gentse wol- en lakenhandel. Vlak bij het belfort en de lakenhal ligt het laatgotische stadhuis. Het Geeraard de Duivelsteen werd gebouwd in de dertiende eeuw, maar doorging door de jaren heen tal van veranderingen; vandaag de dag fungeert het als rijksarchief. De stadsopera, de Gentse Opera, is gevestigd in een neoclassicistisch pand uit de negentiende eeuw.

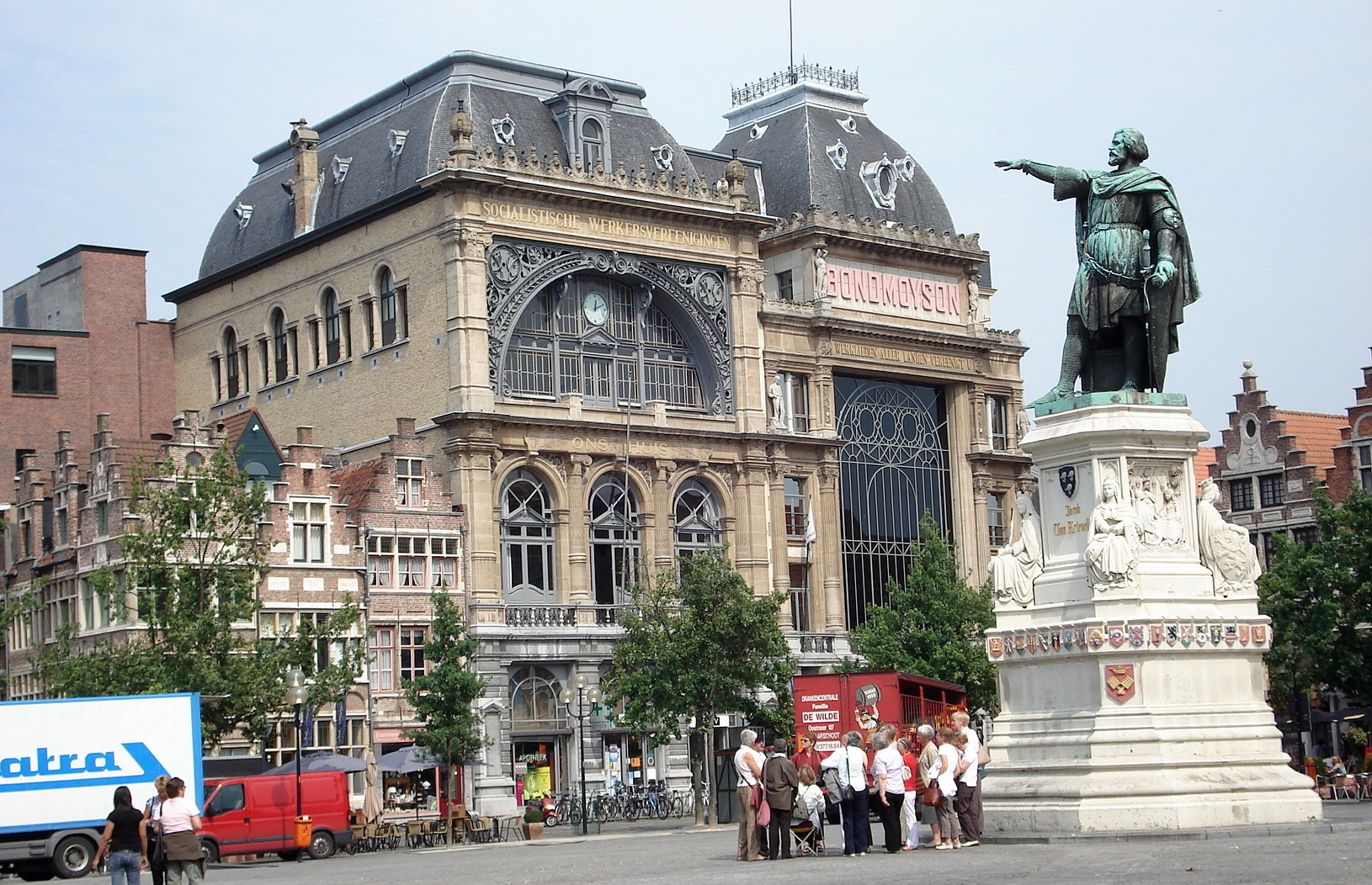
De Vrijdagmarkt met Ons Huis-Bond Moyson en een standbeeld van Jacob van Artevelde

Van de oude stadsomwalling resteren nog het Rabot en de Peperbus. Voor de verdediging van hun stad beschikten de inwoners vanaf de zestiende eeuw tevens over de Dulle Griet, een imposant middeleeuws kanon van ruim vijf meter lang. Het bevindt zich tegenwoordig bij de Vrijdagmarkt, een van de oudste pleinen van de stad en, zoals de naam doet vermoeden, elke vrijdag het toneel van een markt. Andere noemenswaardige (voormalige) markten zijn de Oude Vismijn, een van de oudste markten van de stad, en het Groot Vleeshuis, een middeleeuwse markthal. In het centrum zijn bovendien tal van historische panden te zien, waaronder het Korenstapelhuis, het Gildehuis der Vrije Schippers, De Gekroonde Hoofden, het Sint-Jorishof, het Lakenmetershuis, Borluutsteen, Hof van Rijhove, Hof van Fiennes, Achtersikkel, Huis de Pelikaan, Vliegend Hert en Huis De Werken van Barmhartigheid, Tooghuis, De Bonte Mantel, Toreken, Berg van Barmhartigheid, Huis Lousbergs-de Hemptinne, Huis van Alijn, Huis van Oombergen, Hotel Falligan, Hotel Clemmen en Hotel d'Hane-Steenhuyse.

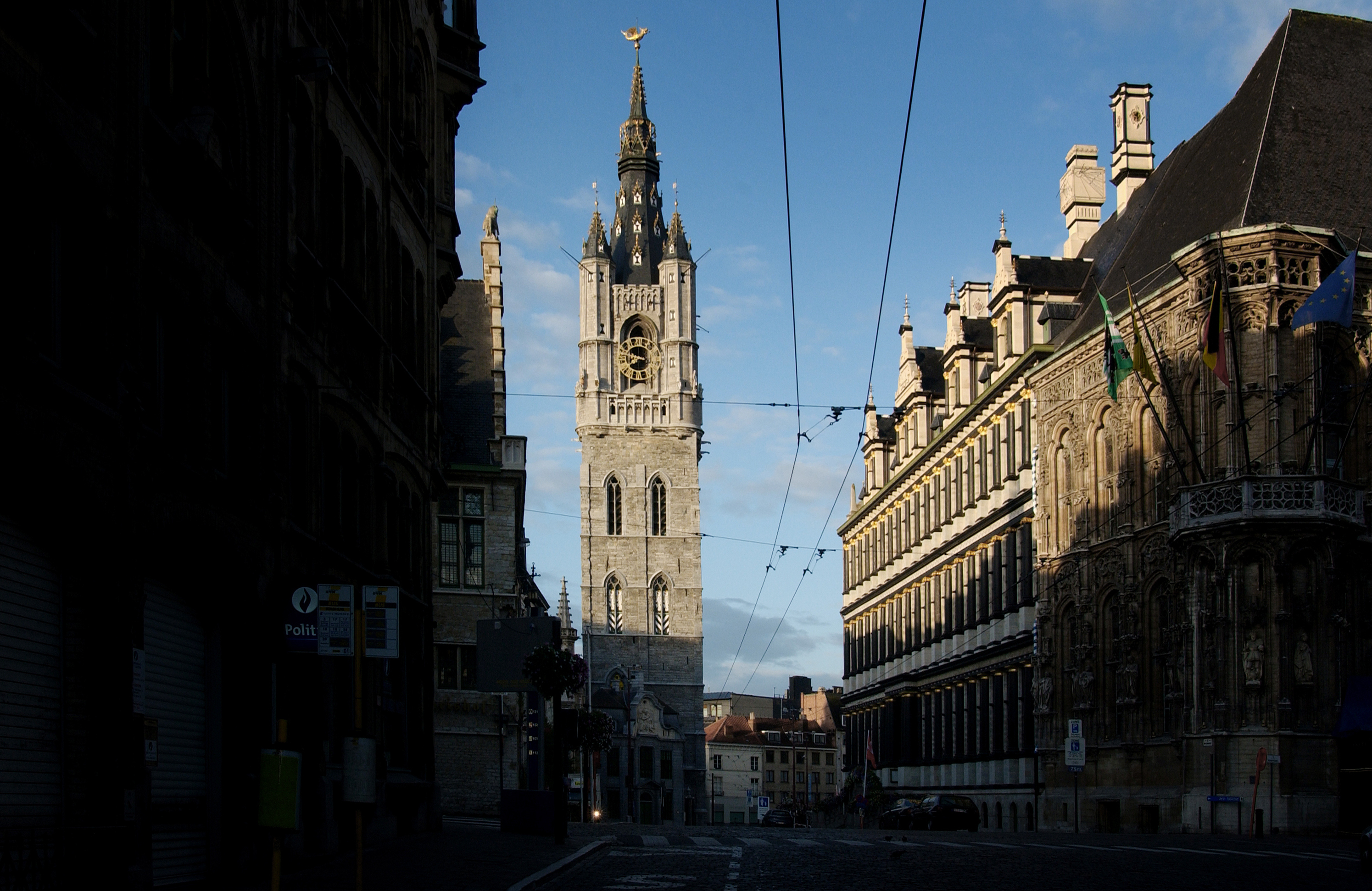
Het belfort en stadhuis in ochtendlicht

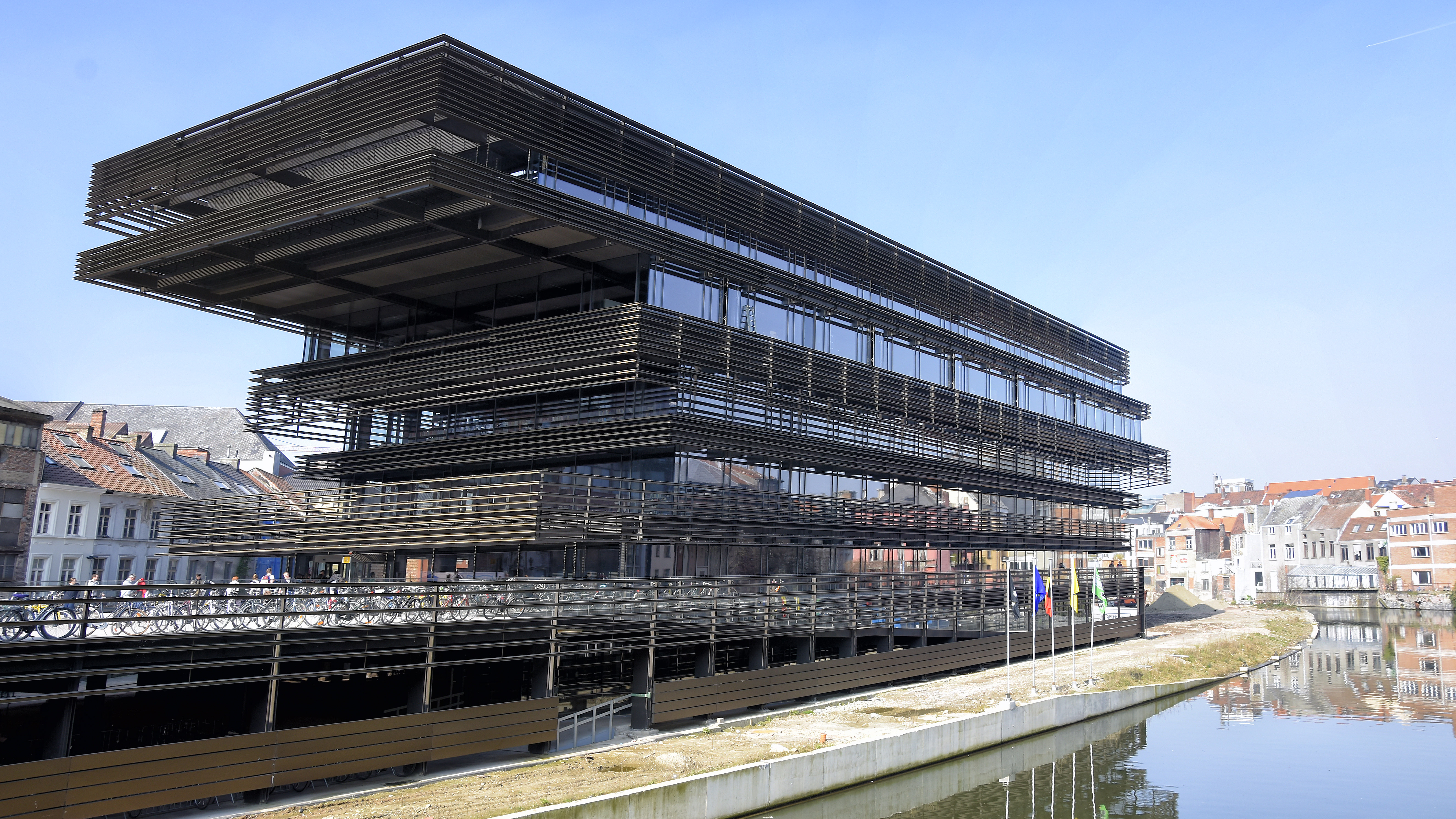
De stadsbibliotheek de Krook

Gent kent naast de civiele, ook veel religieuze bouwwerken. Behalve de eerder genoemde Sint-Baafskathedraal en Sint-Niklaaskerk bevinden zich in de stad nog twee andere middeleeuwse kerken: de Sint-Jacobskerk en de Sint-Michielskerk. Laatstgenoemde was in plannen uit de zeventiende eeuw voorzien van een ruim 130 meter hoge toren, maar om financiële redenen werd dat plan nooit werkelijkheid. De, vermoedelijk, oudste kerk van de stad bevindt zich echter niet in de historische kern, maar in de wijk Ekkergem: de Sint-Martinuskerk, voor het eerst vermeld in 941. Eveneens buiten het centrum staat de Sint-Annakerk, een negentiende-eeuwse kerk in Rundbogenstil.
Gent telt niet alleen kerken, maar ook nog een groot aantal andere religieuze bouwwerken. Zo zijn er de twee voormalige abdijen, beide gesticht in de zevende eeuw: de Sint-Pietersabdij en de Sint-Baafsabdij. Van de drie begijnhoven in de stad - het Oud Sint-Elisabethbegijnhof, het Nieuw Sint-Elisabethbegijnhof en het Begijnhof O-L-V Ter Hooie - zijn de twee laatstgenoemden onderdeel van de Werelderfgoedinschrijving Vlaamse begijnhoven. Het Pand, tot slot, is een voormalig dominicanenklooster uit de dertiende eeuw; tegenwoordig is het eigendom van de universiteit.

### Begraafplaatsen
Gent telt enkele bijzondere begraafplaatsen. De Westerbegraafplaats ligt in het noordwesten van het stadscentrum op het grondgebied van deelgemeente Mariakerke. Net als Campo Santo in de deelgemeente Sint-Amandsberg wordt ze gekenmerkt door de aanwezigheid van monumentale graven, gewijd aan de rijke burgerij van Gent en een tuinarchitectuur die het tot een bezienswaardigheid maakt.

### Natuur
Enkele parken in Gent en dan vooral het Citadelpark, kunnen ook tot de bezienswaardigheden van Gent worden gerekend. De parken spelen een belangrijke rol in de recreatie van de inwoners. In de uitgebreide lijst van parken in Gent vindt men onder andere het Stedelijk Natuurreservaat Bourgoyen-Ossemeersen (210 hectare groot), recreatiepark Blaarmeersen (100 hectare) en het park- en natuurgebied Gentbrugse Meersen (240 hectare).
Ook een deel van het natuurpark Levende Leie ligt op Gents grondgebied, zoals de natuurreservaten Keuzemeersen en Assels.

## Cultuur

### Kunsten

Zicht op de stad Gent, de toestand voor 1540 weergevend, gemaakt voor de Proost van Sint-Baafs Viglius ab Aytta in 1564.Gemaakt voor 60 fl. door Lucas d'Heere; hersteld in 1677 door J.B. Herqueau. Zicht genomen van een plaats tussen de Dendermondse en de Antwerpse Poort.

Gent neemt in de Nederlandse literatuur een belangrijke plaats in. Gentse schrijvers, dichters en kroniekschrijvers waren onder andere Lucas d'Heere, Carel van Mander, Dathenus. Door het verval van Gent na de Hervorming (16de eeuw), raakte het Gentse literaire leven eeuwenlang op de achtergrond, maar na 1830 speelde Gent op letterkundig gebied weer een vooraanstaande rol met schrijvers als Jan Frans Willems, Julius Vuylsteke, Karel Ledeganck, Karel van de Woestijne, Richard Minne, Prudens van Duyse, Hippoliet Van Peene, Achilles Mussche, Maurice Roelants, de gezusters Virginie en Rosalie Loveling, Cyriel Buysse, Johan Daisne. Er waren ook auteurs die in het Frans schreven, zoals Maurice Maeterlinck (Nobelprijswinnaar), Charles Van Lerberghe, Georges Rodenbach en Suzanne Lilar. Onder de naoorlogse schrijvers bevinden zich Pjeroo Roobjee, Marc Sleen (striptekenaar en -schrijver) en enkelen die zich (meestal tijdens hun studententijd) in Gent zijn komen vestigen: Pol Hoste, Geertrui Daem en Herman Brusselmans. Als liedjesschrijver is Walter De Buck te vermelden. De website Literair Gent verzamelt korte biografieën van Gentse auteurs, informatie over het literaire leven in Gent, literatuurfragmenten en literaire wandelingen.
In Gent is ook de Koninklijke Vlaamse Academie voor Taal- en Letterkunde gevestigd, in het David 't Kindt-herenhuis in de Koningstraat bij de Vlasmarkt.
Op het gebied van de schilderkunst zijn er voor Gent niet zoveel bekende namen te noemen als voor andere Vlaamse steden. In de middeleeuwen kennen we Hugo van der Goes, Jan van der Asselt en Justus van Gent. In de 19e eeuw waren het voornamelijk Philippe-Lambert Spruyt, Félix De Vigne, Joseph Paelinck en Pieter Van Hanselaere die bekendheid verwierven. De beroemde Latemse school was ook voor een groot deel uit Gentenaars samengesteld, van wie Gustaaf Van de Woestijne, Frits Van den Berghe, Robert Aerens, Gustaaf en Léon De Smet en ten slotte Albert Servaes de markantste zijn.
Bekende bouwmeesters waren David 't Kindt, Louis Roelandt, Louis Cloquet, Ferdinand Dierkens, Louis Minard,Jacob Gustaaf Semey, Victor Horta, Albert Van huffel, Geo Bontinck, Jan-Albert De Bondt, Oscar Van de Voorde en Valentin Vaerwyck.
Gent heeft op het vlak van de beeldhouwkunst een aantal talentvolle kunstenaars voortgebracht. Enkele belangrijke namen zijn George Minne, Geo Verbanck (onder andere bekend van het monument ter ere van de gebroeders Van Eyck), Leon Sarteel, Domien Ingels, Emiel Poetou en Walter De Buck.
Op het vlak van theater zijn er het NTGent, Minardschouwburg en Capitole. Gent herbergt samen met Antwerpen de Vlaamse Opera. De concertzaal Handelsbeurs op de Kouter is een belangrijke zaal voor uitvoeringen van hedendaagse of klassieke muziek.

### Musea

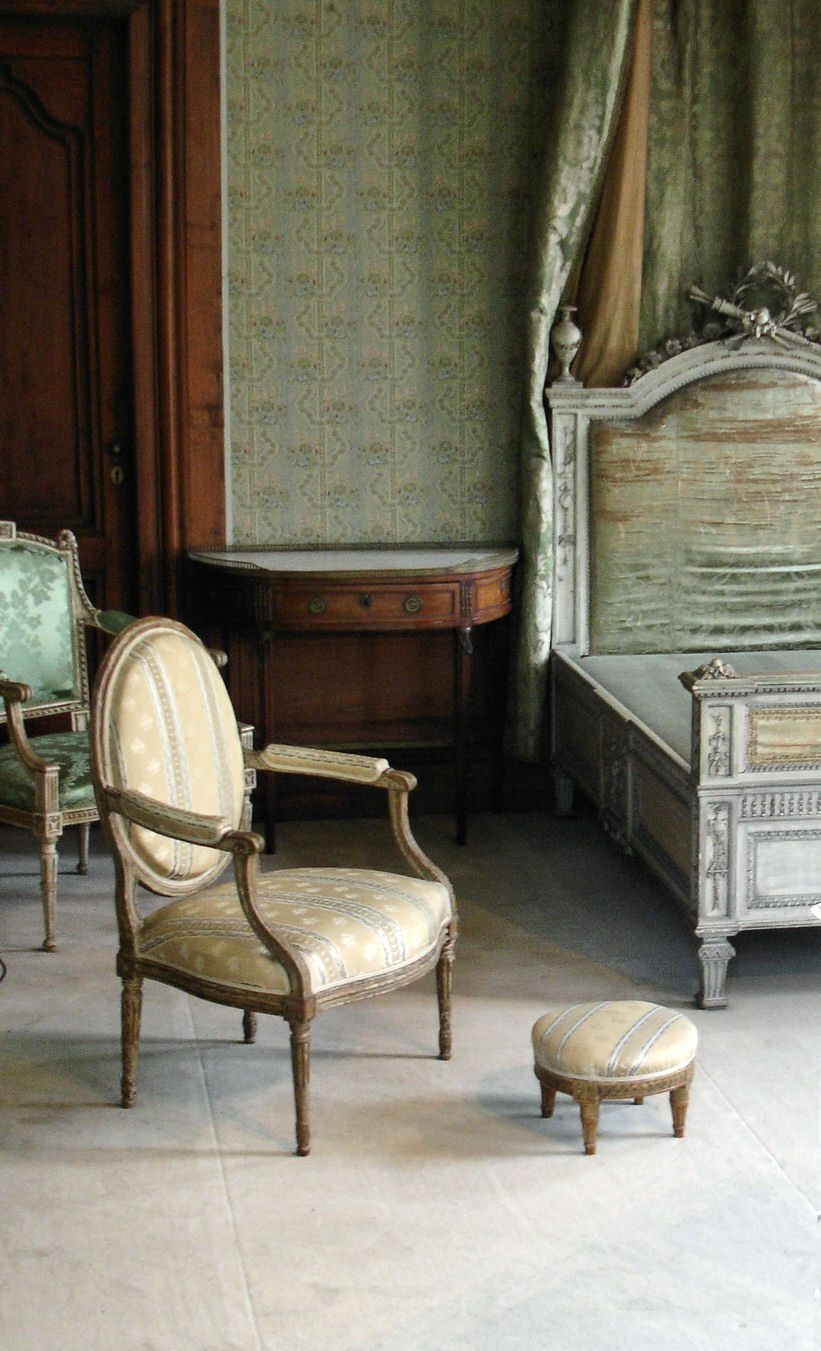
Design Museum Gent

Voor de musea in Gent is er een speciale museumpas geldig. De meeste musea zijn op zondag tussen 10 en 13 uur gratis toegankelijk voor de Gentenaars.
- Stedelijk Museum voor Actuele Kunst (SMAK) in het Citadelpark
- Museum Dr. Guislain
- Stadsmuseum Gent (STAM) in de Bijloke (voorheen: Oudheidkundig Museum)
- Museum voor Schone Kunsten (MSK) in het Citadelpark
- Museum voor Stenen Voorwerpen (Sint-Baafsabdij)
- Industriemuseum (voorheen: Museum voor Industriële Archeologie en Textiel (MIAT))
- Huis van Alijn (voorheen: Museum voor Folklore)
- Museum voor Gerechtsvoorwerpen en het Wapenmuseum in de burcht Gravensteen
- Museum Arnold Vander Haeghen
- Design Museum Gent (voorheen: Museum voor Sierkunst)
- De Wereld van Kina: Het Huis en De Tuin (voorheen: Schoolmuseum Michel Thiery)
- De School van Toen
- Belfort
- Museum van het Groot Begijnhof
- Museum van de Zusters van Liefde van Jezus en Maria
- Kunsthal Sint-Pietersabdij
- Universitaire musea:
  - Gents Universiteitsmuseum (GUM)

voorheen:
- - Museum voor de Geschiedenis van de Geneeskunde
  - Museum voor de Geschiedenis van de Wetenschappen
  - Museum voor Dierkunde

### Evenementen

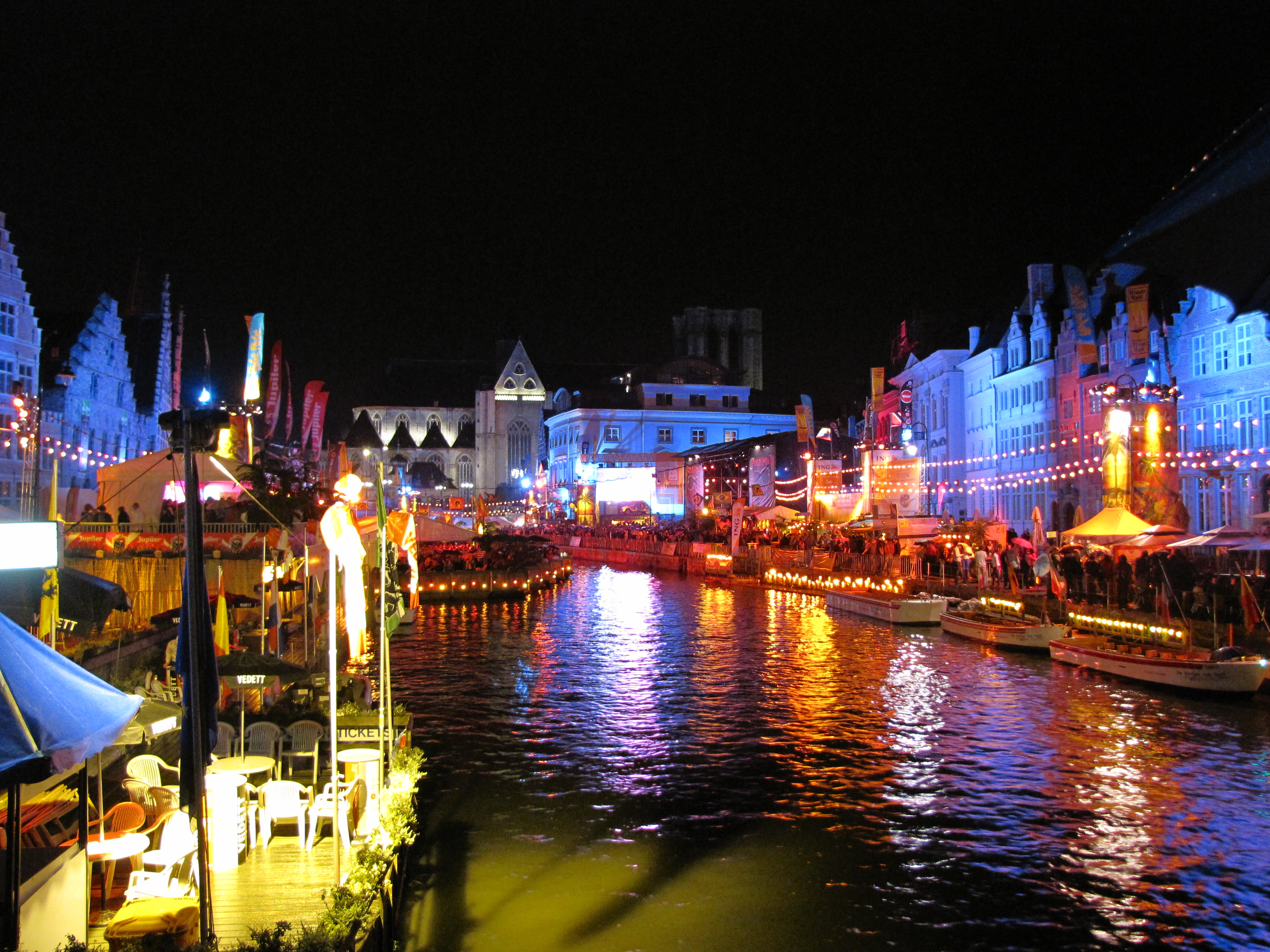
Gent tijdens de Gentse Feesten

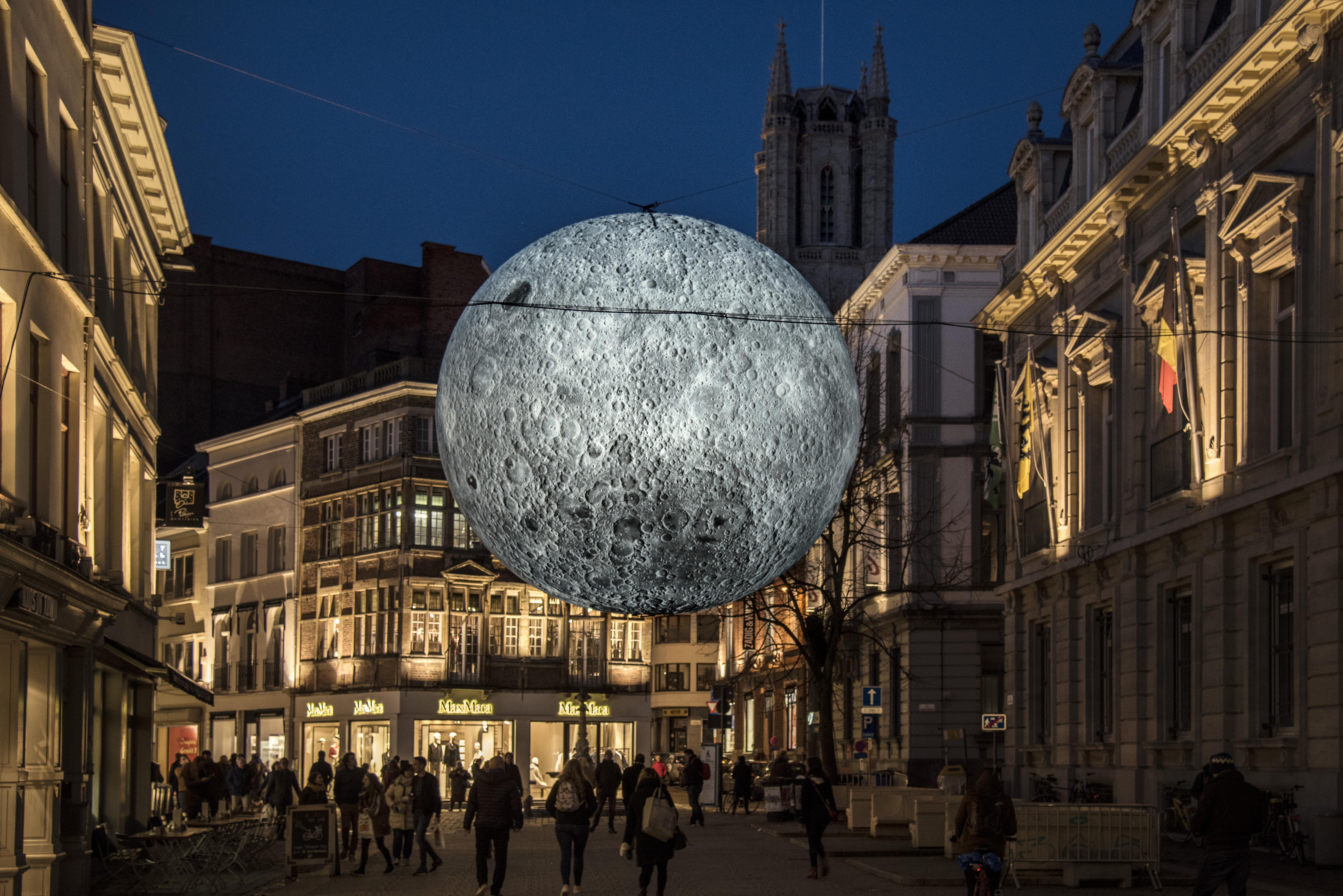
Lichtfestival 2018, Kalandeberg.

Gent kent verscheidene grote evenementen. Het bekendst zijn de Gentse Feesten, een tiendaags straat-, muziek- en cultuurfestival in de Gentse binnenstad. Sinds eind jaren 60 zijn deze feesten uitgegroeid tot een van de grootste volksfeesten in Europa.
In Gent worden talrijke events georganiseerd, onder meer in Flanders Expo: de Jaarbeurs, de Lentebeurs, de horecabeurs, de Belgian Boat Show en vroeger talrijke concerten. Ook is Gent een van de locaties van het Festival van Vlaanderen, een muziekevenement dat verspreid over Vlaanderen plaatsvindt. Op filmgebied is er het Internationaal Filmfestival van Vlaanderen-Gent, waarbij de World Soundtrack Awards worden uitgereikt. Flikkendag was een opendeurdag van de Gentse politie, georganiseerd sinds 1998. Sinds het succes van de Vlaamse televisieserie Flikken werd het evenement rond dit programma georganiseerd en lokte na enige jaren ruim honderdduizend bezoekers. Tussen 1999 en 2008 vonden er tien edities plaats. Aan het eind van het jaar wordt een kerstmarkt gehouden op het Sint-Baafsplein. Ook organiseert het Koninklijk Muziekverbond dan het Kerst-Koren-Festival, waarbij een groot aantal koren in de stad optreedt.
In 2011, tijdens het laatste weekend van januari, werd het eerste lichtfestival georganiseerd. Op verschillende locaties in de binnenstad worden verschillende artistieke werken met licht getoond of vormen historische gebouwen het decor voor een verrassend klank- en lichtspektakel. De stad kreeg 200.000 bezoekers gespreid over drie dagen. In 2012 kwam er een tweede editie die vier dagen duurde. De stad besloot daarna het evenement pas om de drie jaar te organiseren.
De poëzieroute is een vaste wandeltocht langs 18 gedichten in de Gentse binnenstad. Eens in de vijf jaar vinden in het voorjaar De Floraliën, een tentoonstelling van bloemen en planten plaats.
In 2022 werd het vierde Thalassa-overleg tussen Nederland en België georganiseerd in Gent.

### Media
- De Gentenaar
- Zen FM (radio)
- Radio Roeland (lokale radio)
- Urgent.fm (lokale jongerenradio)

### Topleveldomein
In 2014 kreeg de stad Gent haar eigen generiek topleveldomein voor websites, namelijk .gent.

### Streekproducten
- Waterzooi, stoverij, hutsepot, Gentse mokken, kletskoppen, amandelbrood, uuflakke, mosterd van Tierenteyn, cuberdons (beter bekend als neuzekes), sneeuwballen en bieren zoals Gentse Strop, Gentse Tripel, Crabbelaer, Gruut en Stropken.

## Religie en levensbeschouwing

### Christendom

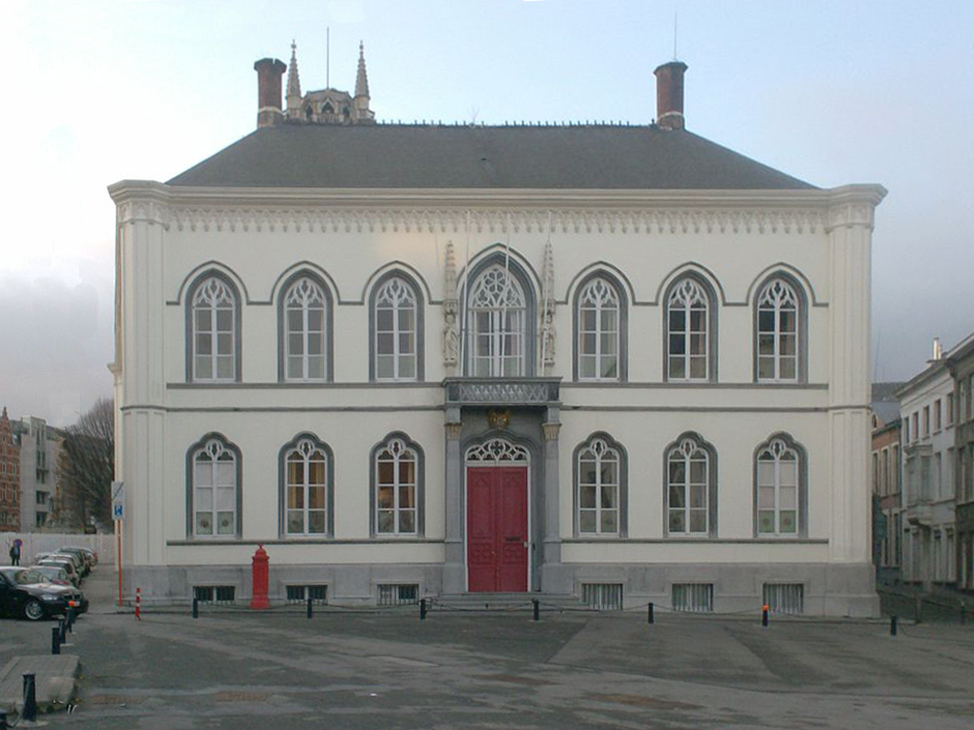
Het Bisschoppelijk Paleis van Gent

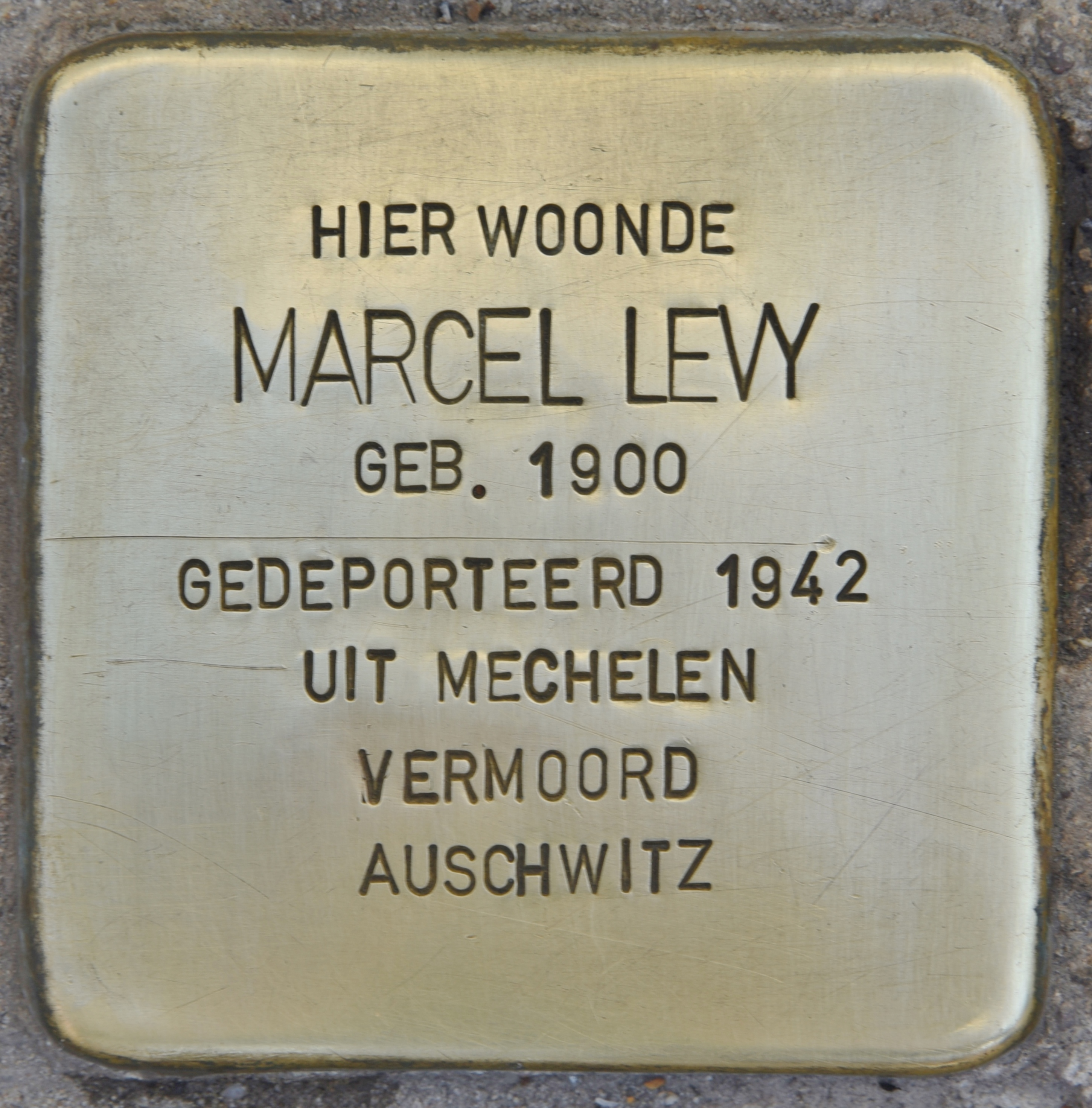
Stolperstein in Gent

Gent is de hoofdstad van het gelijknamige bisdom Gent. De oorspronkelijke hoofdkerk van Sint-Jan werd door de kanunniken verlaten en sindsdien is de Sint-Baafskathedraal de kerk waar de bisschopszetel staat van de Gentse bisschop. Deze kerk is tevens de thuisbasis van het Sint-Baafskapittel. In deze stad bevinden zich tal van belangrijke kloosters zoals het hoofdhuis van de Zusters van Liefde (het klooster van de Zusters van Liefde). Belangrijke katholieke instituten zijn het Sint-Lucasinstituut, het voormalig ziekenhuis van de Bijloke en het Psychiatrisch Centrum Dr. Guislain. Een bekend bedevaartsoord is Onze-Lieve-Vrouw van Lourdes in Oostakker.
Van 1577 tot 1584 kende Gent een calvinistisch stadsbestuur. De protestantse kerk is sinds 1816 gevestigd in de door Koning Willem afgestane kapel (nu de Rabotkerk genoemd) van het voormalige kapucijnenklooster (opgericht in 1632, maar op de kapel na gesloopt bij de realisatie van de urbanisatieplannen onder Frans bewind, waarbij de paters kapucijnen verdreven werden in 1796) gevestigd. De kerkgemeenschap behoort tot de Gemeente Oost-Vlaanderen van het kerkdistrict Oost- en West-Vlaanderen van de Verenigde Protestantse Kerk in België.
Er zijn een achttal Nederlandstalige evangelische gemeenten in Gent. Zij zijn aangesloten bij de Evangelische Alliantie Vlaanderen. Samen met de Protestantse gemeenten zijn zij bij de overheid vertegenwoordigd als ARPEE.
De anglicaanse gemeenschap van Gent komt samen in de Sint-Johanneskerk (St. John's Anglican Church). De eerste geloofshandelingen te Gent van de Anglicaanse Kerk vonden in 1743 plaats voor Engelse troepen. Tevens hebben zij een parochie op de Mission to seafarers. De oudste bronnen over de aanwezigheid van de Gentse anglicaanse gemeenschap gaan terug tot 1816. Beide kerkgemeenschappen behoren tot het Aartsdekenaat Noordwest-Europa dat deel uitmaakt van het bisdom Europa van de Kerk van Engeland.
Het Oecumenisch patriarchaat van Constantinopel telt in Gent een parochie die bevoegd is voor de Grieks-orthodoxen gelegen in het Groot Begijnhof Sint-Elisabeth aan Rabot. De parochie is opgedragen aan de apostel Andreas. Aartspriester Ignace Peckstadt speelde een belangrijke rol in het ontstaan van de parochie.

### Islam
De stad kent negen moskeeën in Turkse traditie, vijf in Marokkaanse traditie en één in Pakistaanse traditie. De oudste Turkse organisatie in Gent is het Turks Cultureel Centrum Gent, beter gekend als de Grote Moskee (Büyük Cami). Deze werd opgericht in 1978 en behoort tot de Diyanet-strekking. Daarnaast zijn er nog twee andere Diyanet-moskeeën in Gent, met name in de Rietstraat (Selim Camii) en in Ledeberg (Yavuz Sultan Selim Camii). Tevens zijn er nog drie andere Turkse moskeeën in Gent opgericht uit oppositie tegen het Diyanet, onder meer de Tevhid Cami-moskee, beter bekend als de Milli Görüş-moskee. De 'Ih-Vak'-moskee staat dan weer bekend als soefi-moskee en ten slotte is er de Aksemsettin Talebe Yurdu in de buurt van de Sleepstraat.
De oudste moskeevereniging in Maghrebijnse traditie is die van de Grote moskee, Al-Fath (Brugse Poort), tevens een van de oudste in België. Andere moskeeën in Marokkaanse traditie zijn onder meer de Masjid Okba Ibn Nafi-moskee (Dampoort) en de El-Markaz et-Tarbawi-moskee (Brugse Poort).
13,7% van de Gentse bevolking is moslim.

### Sikhisme
De sikh-gemeenschap heeft sinds mei 2015 een eigen tempel in de stad. De gemeenschap bestaat uit een 125-tal families. De Gurdwara Mata Sahib Kaur is gelegen in de Kortrijksepoortstraat. De sikhgemeenschap is aanwezig sinds de Eerste Wereldoorlog, toen er veel sikhs in België vochten. De grootste groep kwam echter na de opstand van Sukhdev Singh Jalwehra in 1985, en de bestorming van de Harmandir Sahib (beter bekend als de Gouden Tempel) van Amritsar door Indiase troepen.

### Jodendom
In Gent is ook een kleine joodse gemeenschap met (anno 2018) amper honderd leden, met name ontstaan door joden die in de twintigste eeuw vanuit Polen en Rusland naar Gent trokken om te kunnen studeren. De stad heeft geen synagoge.

### Boeddhisme
In 1996 werd het boeddhistisch centrum Triratna Gent geopend, een beweging opgericht door Sangharakshita. Triratna betekent de Drie Juwelen (Boeddha, Dharma, Sangha).

### Atheïsme
Het Geuzenhuis coördineert, bundelt en huisvest de Gentse vrijzinnige verenigingen. Onder meer de ontmoetingsplaats De Geus van Gent is er gelegen, alsook de Humanistisch-Vrijzinnige Vereniging Gent en het Vermeylenfonds. De organisatie is aangesloten bij de Unie Vrijzinnige Verenigingen van DeMens.nu.
Tevens bevindt het hoofdkwartier van het Willemsfonds zich sinds 1868 in het Lakenmetershuis op de Vrijdagmarkt. De organisatie heeft steeds een grote band gehad met Gent. Zo waren 31 van de 38 stichters Gentse personen, waaronder de eerste voorzitter, Jules de Saint-Genois: hij stichtte de vereniging in 1851. Gentenaren Ferdinand Augustijn Snellaert, Prudens Van Duyse en Julius Vuylsteke werden vanaf 1855 de opeenvolgende voorzitters. Deze laatste ging vanaf 1862 een antiklerikale lijn volgen waardoor meer gematigde leden zoals kanunnik Jan Baptist David (1801-1866) het Willemsfonds verlieten.
Eveneens op de Vrijdagsmarkt bevindt zich het socialistische bolwerk met de Bond Moyson en Ons Huis, waar respectievelijk de Socialistische Mutualiteiten en het ABVV zijn gevestigd. Oorspronkelijk huisvestte de Bond Moyson allerlei winkels van de Coöperatieve Maatschappij Vooruit. In die tijd stond het gebouw bekend onder de naam Groote Magazijnen. In Ons Huis werden de studie-, vergader- en ontspanningsactiviteiten georganiseerd. Op de benedenverdieping was er lange tijd een café, boven waren (zijn) er vergaderzalen, een bibliotheek en een feestzaal waar ook theatervoorstellingen werden georganiseerd. In de jaren 30 werd een bijkomende vleugel aangebouwd met verbinding naar de Meerseniersstraat.

## Vervoer

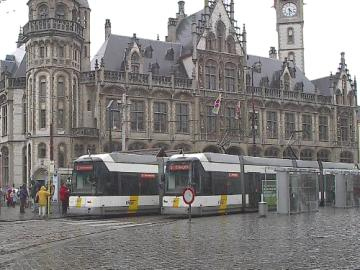
Twee Gentse trams van het model 'HermeLijn' op lijn 1 kruisen elkaar op de Korenmarkt in het centrum van Gent

### Auto
Gent ligt ten noorden van het knooppunt of de verkeerswisselaar van de Europese wegen E40 en E17, het klaverblad van Zwijnaarde. De beide afritten voor Gent, die voor het centrum en die voor het zuiden van de stad (= "afrit 9") liggen op de E17. Gent is daarmee vlot bereikbaar enerzijds vanaf de as Oostende / Brugge — Brussel (E40) en anderzijds vanaf de as Antwerpen — Kortrijk / Rijsel (E17). Er zijn twee ringwegen: de R40, de zogenaamde kleine ring rond het centrum van de stad, en de R4, die verder buiten de stad om loopt en de deelgemeenten vlotter bereikbaar maakt.

#### Lage-emissiezone
Sinds 1 januari 2020 werd in Gent, na Antwerpen en Brussel, een lage-emissiezone ingevoerd. De Gentse binnenstad - het gebied binnen de R40 - werd een lage-emissiezone. Binnen die zone gelden strenge uitstootnormen en toelatingsvoorwaarden voor voertuigen. De meest vervuilende diesel- en benzinevoertuigen mogen dit gebied niet meer in.

### P+R
Gent heeft een aantal Park & Rides. De belangrijkste zijn P+R The Loop/Expo (aan E40 en tramlijn 1) en P+R Ledeberg (aan de B401 en tramlijn 3, sinds juni 2022).

### Mobiliteitsprojecten

#### Gentspoort
Gentspoort (uitgesproken als Gent Spoort) is het project van de Werkvennootschap van de Vlaamse overheid om vanaf 2027 tramlijn 7 (Parkbos - station Gent-Dampoort) aan te leggen, tramlijn 4 te verlengen (van de Voormuide eveneens tot Gent-Dampoort) en tegelijk twee tunnels voor autoverkeer aan te leggen, namelijk de Dampoorttunnel en die onder de Heuvelpoort.
Tegelijk worden op het traject een aantal plaatsen heringericht, zoals het autovrije Museumplein op de plaats van de ene rijhelft van de N60.
Voor al deze projecten heeft de Vlaamse overheid 460 miljoen euro gebudgetteerd. De naam Gentspoort verwijst naar het (tram)spoor dat de verbinding vormt tussen de verschillende deelprojecten.

### Circulatieplannen
Een groot deel van de Gentse binnenstad is in verschillende fases autoluw geworden:

#### Autovrije winkelstraten
De eerste autovrije straten waren de smalle Donkersteeg (1976), en de Langemunt (1982). In 1984 werd de belangrijke Veldstraat, waar tot dan nog auto's reden en parkeerden, een autovrije winkelwandelstraat.

#### Mobiliteitsplan (1997)
Door het ingrijpende Mobiliteitsplan van 1997 van de liberale schepen Sas van Rouveroij werd het autovrij gedeelte uitgebreid met o.a. het Sint-Baafsplein, de Gras- en de Korenlei. Het plan zorgde er ook voor dat autoverkeer via een ringvormige parkeerroute ("P-route") in de binnenstad langs de ondergrondse parkeergarages werd geleid. In de jaren ervoor en nadien werden nieuwe parkeergarages (Zuid, Kouter, Reep, Ramen) gebouwd in de binnenstad. De parkeerplaatsen op straat werden in gelijke mate verminderd (onder de naam "stand-still"). Het plan van het stadsbestuur voor een ondergrondse parkeergarage naast het centrale Belfort (Belfortparking) werd echter bij referendum door de bevolking weggestemd, en in 2009-2012 werd op die plaats als alternatieve invulling de Stadshal (inclusief een stadscafé en een fietsenstalling) gebouwd.
Nadien werd nog, voor het eerst, een nieuwe ondergrondse parking, Sint-Pietersplein, ver van het centrum en de parkeerroute gebouwd, dicht bij de R40. In de jaren 2010 is men helemaal gestopt met het bouwen van nieuwe parkeergebouwen binnen de R40 wegens het aanzuigend effect ervan.

##### Protest tegen het mobiliteitsplan van 1997
Rond 1997 was er grote tegenstand tegen het plan, vooral bij de middenstand, inclusief een doodsbedreiging met kogel aan de schepen en de burgemeester.
Na de verkiezingen van 2000 werd het plan op bepaalde plaatsen afgezwakt, zoals in de Vlaanderenstraat.

##### Circulatieplan
De hoofdkenmerken van het circulatieplan van 3 april 2017 zijn dat de voetgangerszone fel uitgebreid is en dat de binnenstad verdeeld is in zeven van elkaar gescheiden sectoren (= zes sectoren en het centrum): doorgaand verkeer is onmogelijk en de automobilist wordt telkens naar de stadsring (R40) geleid als hij van sector wil veranderen. Dat houdt dus in dat de parkeerroute door de binnenstad uit 1997 afgeschaft werd. Bepaalde straten werden autoluw (ten voordele van voetganger, fiets of openbaar vervoer), andere straten werden dé ingangs- of uitgangsroute voor autoverkeer.

### Openbaar vervoer
Station Gent-Sint-Pieters is een van de drukste treinstations in België. Daarnaast zijn er in Gent enkele kleinere stations: Station Gent-Dampoort, Station Gentbrugge, Station Drongen en Station Wondelgem. Het eerste station in de stad was het Zuidstation, dat werd geopend in 1837 en gesloopt omstreeks 1930. De NMBS heeft verder een voorstadsspoorweg rond de stad ontwikkeld met drie lijnen: S51, S52 en S53.
De Lijn exploiteert naast een busnetwerk vier Gentse tramlijnen. Het Nederlandse bedrijf Connexxion exploiteert in het weekeinde en in de zomer ook door de week een busdienst tussen Gent-Zuid en Middelburg. Daarnaast wordt er internationaal openbaar busvervoer aangeboden door Flixbus.

### Fiets
De Stad en hogere overheden legden fietsassen aan, routes om veilig en comfortabel te fietsen, onder andere met 16 fietsonderdoorgangen onder bruggen. De eerste en drukste fietsas is die van de Coupure-Groendreef-Trekweg waar fietsers sinds 2022 een traject van 6 kilometer hebben zonder verkeerslichten en zonder voorrang te moeten geven (behalve aan zebrapaden), dankzij vier fietsonderdoorgangen langs het water. Ook bij andere waterwegen in de stad (Leie en Schelde) is een fietsas uitgebouwd.

#### Fietsstallingen
Steeds meer Gentenaren fietsen, onder andere dankzij het circulatieplan, en dat vraagt dan ook om steeds meer fietsstallingsplaatsen.

##### Centrum
Op 22 juli 2022 is er, tijdens de tiendaagse Gentse Feesten, het tot dan grootste aantal gestalde fietsen geteld op een bepaald moment. Op dat moment stonden er 46.000 fietsen gestald rond de feestenzone. Vermoed wordt dat het aantal fietsende bezoekers op die dag nog een veelvoud hiervan was. Naast tijdelijke openluchtfietsstallingsen werd er ook een verdieping van parkeergebouw Sint-Michiels omgevormd tot tijdelijke bemande fietsenstalling. Tijdens het Lichtfestival van november 2021 was dat ook gebeurd met twee verdiepingen van dit parkeergebouw.
in het centrum zijn er (behalve tijdens de Gentse Feesten) permanente overdekte fietsenstallingen (met camerabewaking) onder de Sint-Michielshelling en onder de Stadshal (200 plaatsen).

##### Station Gent-Sint-Pieters
Het aantal geplande fietsstallingen in de nieuwbouw voor station Gent-Sint-Pieters is al verschillende keren verhoogd. In 2010 planden de projectpartners in totaal 10.000 overdekte fietsplaatsen. In 2012 werd het eerste deel van de nieuwbouw met 1.700 ondergrondse plaatsen geopend. In 2016 waren er zo'n 7.600 fietsparkeerplekken aanwezig en het geplande aantal was 13.500. In 2019 kwamen 1.672 nieuwe plaatsen beschikbaar aan de oostkant. Anno 2020 is het doel dat er in totaal 17.000 plaatsen komen in het nieuwe station.

##### Deelfietsen
De stad wilde geen klassiek "duur" fietsdeelsysteem met fietsstations zoals in vele Europese steden, waaronder Antwerpen (Velo) en Brussel (Villo!). In de plaats geeft het vergunningen aan aanbieders waarvan de free-float-fietsen ingeleverd moeten worden in bepaalde gewone fietsenstallingen.
Donkey Republic is actief sinds 2019 (500 fietsen). In 2022 kwamen daar vergunningen voor twee aanbieders bij: Mobit (200 fietsen) en Dott (750 elektrische fietsen, waarvan 150 elektrische bakfietsen van onderaannemer Baqme). Daarnaast zijn er, zoals in de andere Vlaamse steden, Blue-bikes te ontlenen bij beide Gentse hoofdstations.

##### Deelsteps
Gent laat niet toe dat deelstepsystemen steps stallen op het openbaar domein, om verrommeling tegen te gaan. Er was van 2022 tot 2024 één aanbieder van deelsteps, Hoppy, waarvan de e-steps te vinden waren op privéterreinen.

## Onderwijs

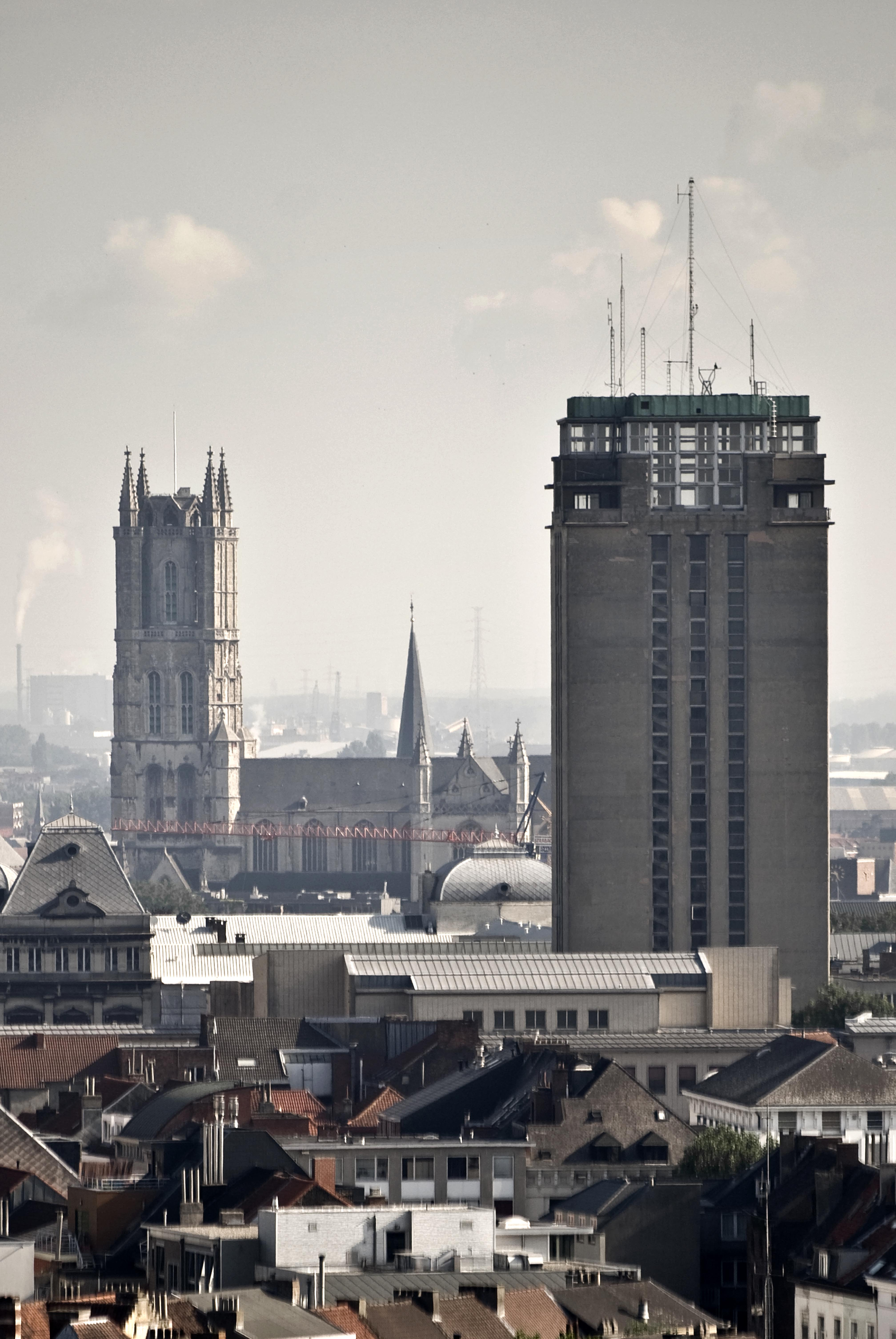
De Boekentoren (universiteitsbibliotheek) met op de achtergrond de Sint-Baafskathedraal

Gent is een belangrijke onderwijsstad in België, met onder meer de Universiteit Gent (ca. 41.000 studenten), de Arteveldehogeschool (± 14.000), de Hogeschool Gent (± 13.500), Odisee (± 2.000) en het LUCA School of Arts (± 1.400). In totaal studeren er dus zo'n 72.000 studenten in Gent.
Het Universitair Ziekenhuis Gent vervult een belangrijke streekfunctie die zich zelfs uitstrekt tot over de landsgrens, aangezien voor inwoners van het Nederlandse Zeeuws-Vlaanderen Gent dichterbij is dan het Academisch ziekenhuis in Rotterdam.

## Sociale kaart

### Ziekenhuizen
- AZ Sint-Lucas
- AZ Jan Palfijn
- UZ Gent
- AZ Maria Middelares
- Psychiatrisch centrum Sint Camillus
- Psychiatrisch Centrum Dr. Guislain
- Psychiatrisch Centrum Gent - Sleidinge

## Sport

### Verenigingen
| - Algemeen - Blaarmeersen - Watersportbaan - American Football - Ghent Gators - Atletiek - KAA Gent - KRC Gent Atletiek - Topsporthal Vlaanderen - Badminton - BC De Pluimplukkers - BC Gentse - Basketbal - BBC Falco Gent - Jeugd Gentson - Gent-Oost Eagles - Boogschieten - Gentse Doelschutters (GDS) - Koninklijke Handboogmaatschappij De Ware Vrienden Gent van Sint-Sebastiaan - Cricket - Gent cc - Handbal - Handbalclub Don Bosco Gent - Hockey - Gantoise - Indiana - Juventus - Leopard - Honkbal - Gent Knights - IJshockey - Ghent Ghosts - Floorball - Floorball Club Gent - Frisbee - Gentle Ultimate Frisbee - Futsal - Atletico Drongen - Kajak - Gentse Kano en Kajakorganisatie (Gekko) - Koninklijke Cano Club Gent (KCCG) - Korfbal - Neerlandia Gent - Kon. Ganda KC - Lacrosse - Ghent Goblins | - Roeien - Gentse Roei- en Sportvereniging (GentseRS) - Koninklijke Roeivereniging Club Gent (KRCG) - Koninklijke Roeivereniging Sport Gent (KRSG) - Studentenroeien Gent (SRG) - Vereniging Veteranen Roeiers - Doortocht van Gent - Rugby - Gent RFC - Schaken - Koninklijke Gentse Schaakkring Ruy Lopez (KGSRL) - Schaakclub Jean Jaurès - Schermen - Koninklijke en Ridderlijke Hoofdgilde van Sint-Michiel - Tafeltennis - TTC Gent - TTC Rooigem Gent - HNO Gent - TTC Oude Bareel Sint-Amandsberg - TTC Drongen - Voetbal - KAA Gent - KRC Gent - VSV Gent - FC Sint-Kruis-Winkel - Standaard Muide - SKV Oostakker - JAGO Sint-Amandsberg - KVE Drongen - KVV Sint-Denijssport - VV 9000 Gent - KVV Hou ende Trou Zwijnaarde - VC Zwijnaarde - FC Dampoort - FC Rooigem - FCA Gent - Inter Gent - Anatolia Gent - Volleybal - Caruur Volley Gent - VDK Gent - Waterpolo - Koninklijke Gentse Zwemvereniging - Wielersport |
| | |

### Evenementen
- Gent-Wevelgem
- Omloop Het Nieuwsblad
- Ronde van Frankrijk (in 1951, 1958 en 2007)
- Zesdaagse van Vlaanderen-Gent
- Marathon van Gent
- Tarket Flanders Soccer Cup

## Stedenbanden
Gent had tot in 2021 zeven zustersteden maar besloot om enkel nog de band met het Japanse Kanazawa te behouden:
- Kanazawa (Japan), sinds 1971

Voorheen zustersteden:
- Saint-Raphaël (Frankrijk), sinds 1958
- Wiesbaden (Duitsland), sinds 1969
- Melle (Duitsland), sinds 1977, was zusterstad van de deelgemeente Sint-Denijs-Westrem sinds 1969
- Tallinn (Estland), sinds 1982
- Mohammedia (Marokko), sinds 1982
- Nottingham (Verenigd Koninkrijk), sinds 1985

In het kader van de gemeentelijke internationale (ontwikkelings)samenwerking heeft Gent eveneens een 'stedenband' met de volgende stad:
- Mangaung (Vrijstaat, Zuid-Afrika), sinds 2004

## Galerij

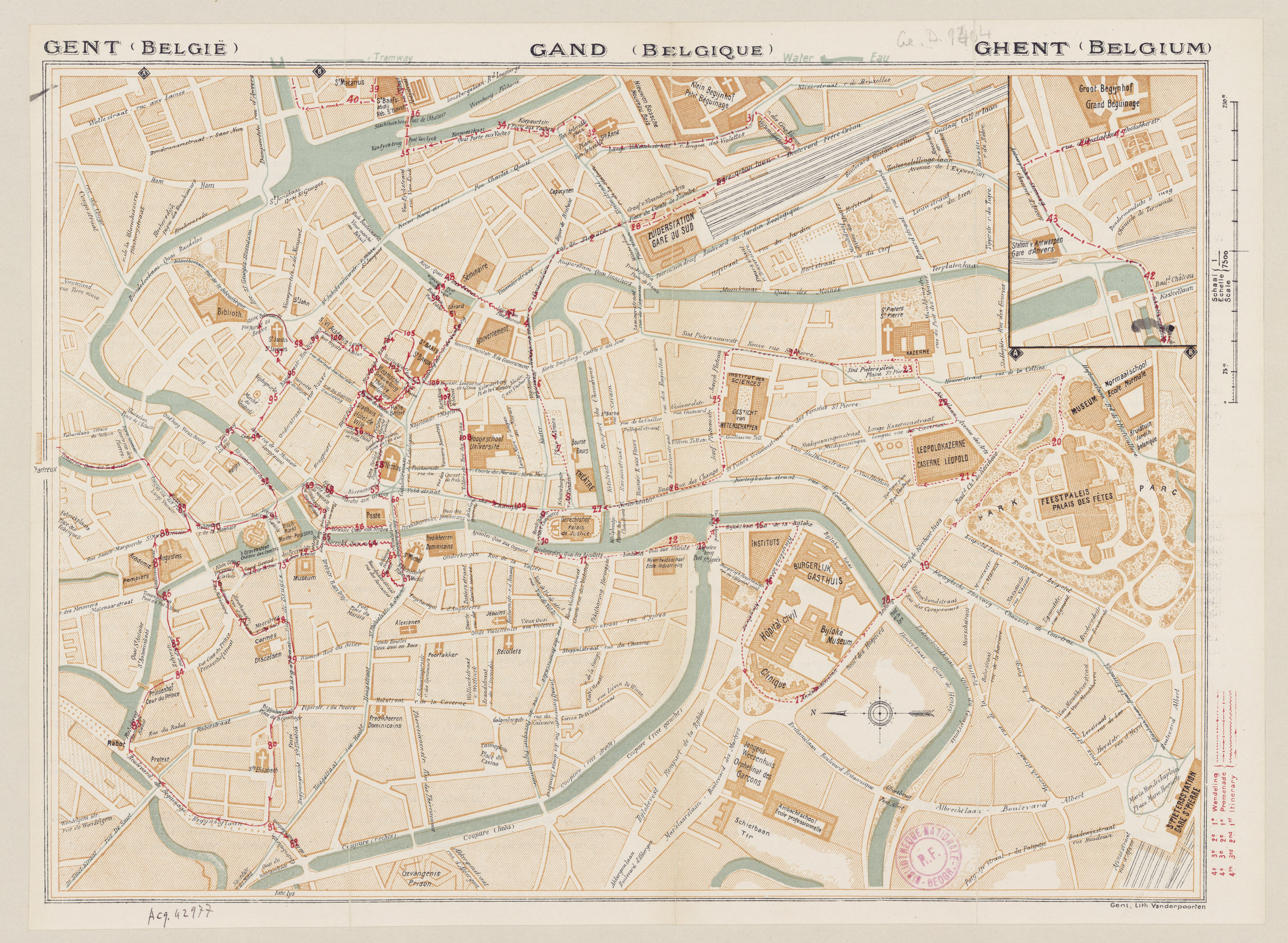
Gent in 1923 op een kaart (van Lithografie Vanderpoorten)
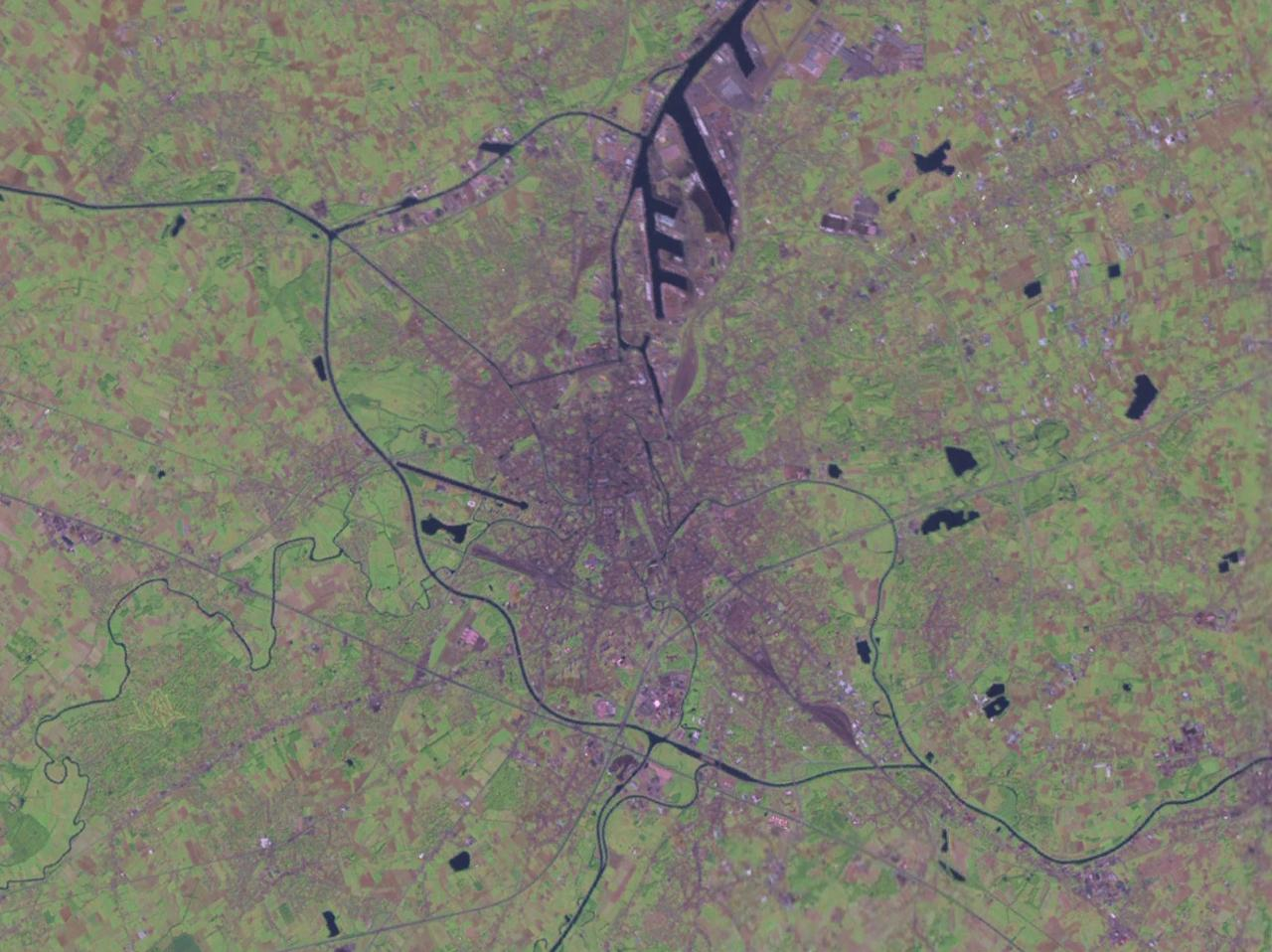
Satellietfoto
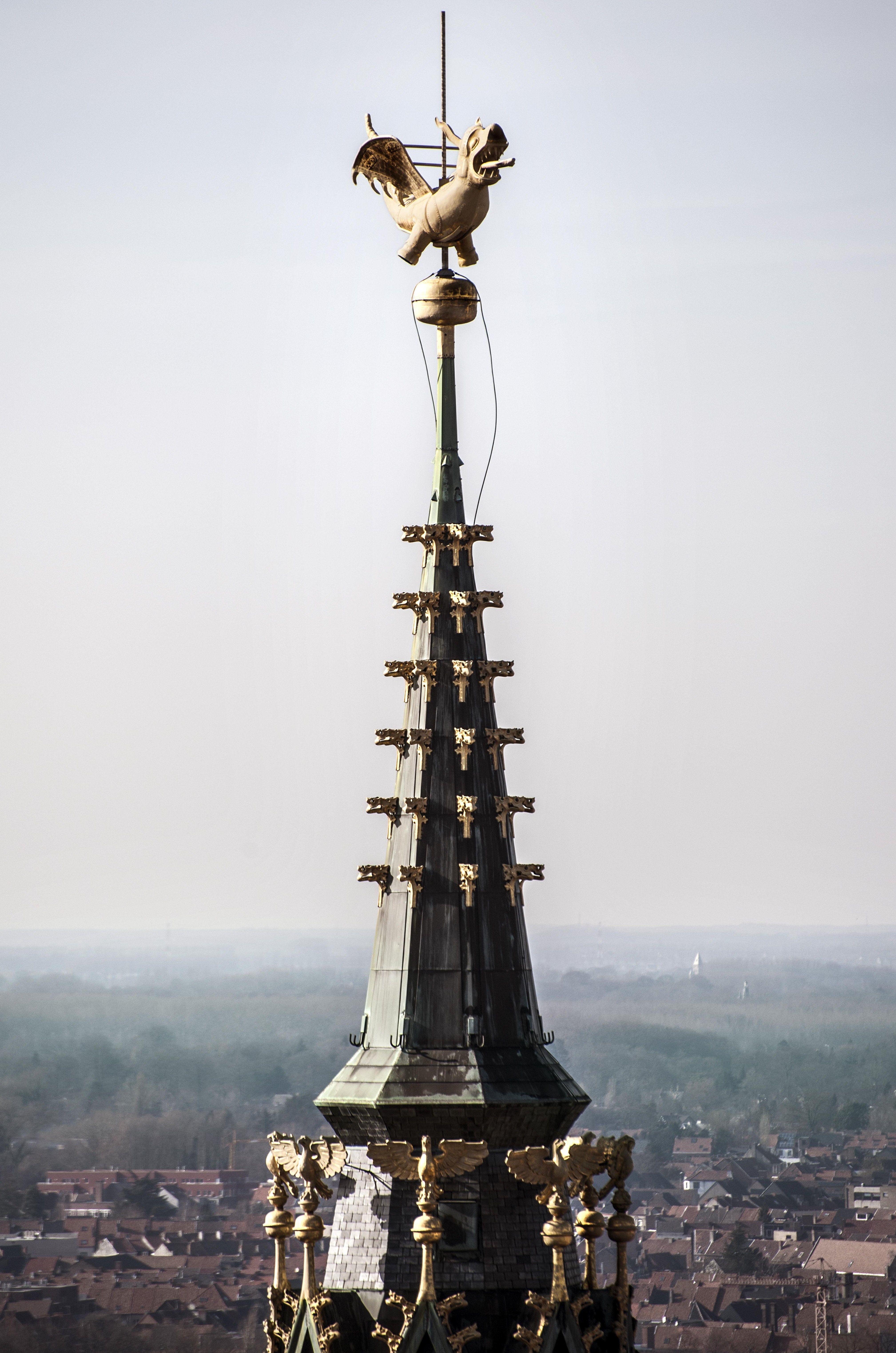
De draak op het belfort
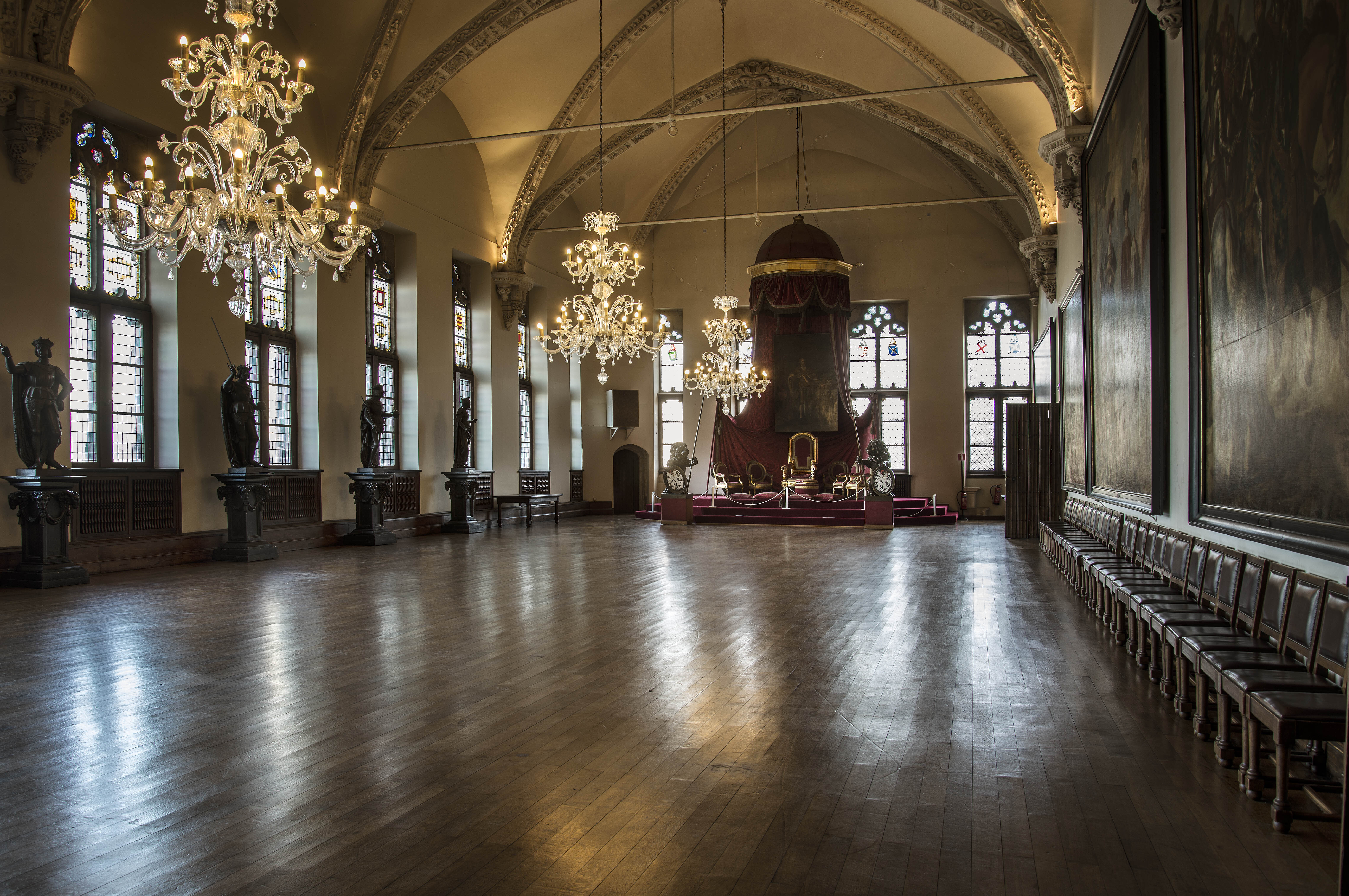
De troonzaal in het Gentse stadhuis.
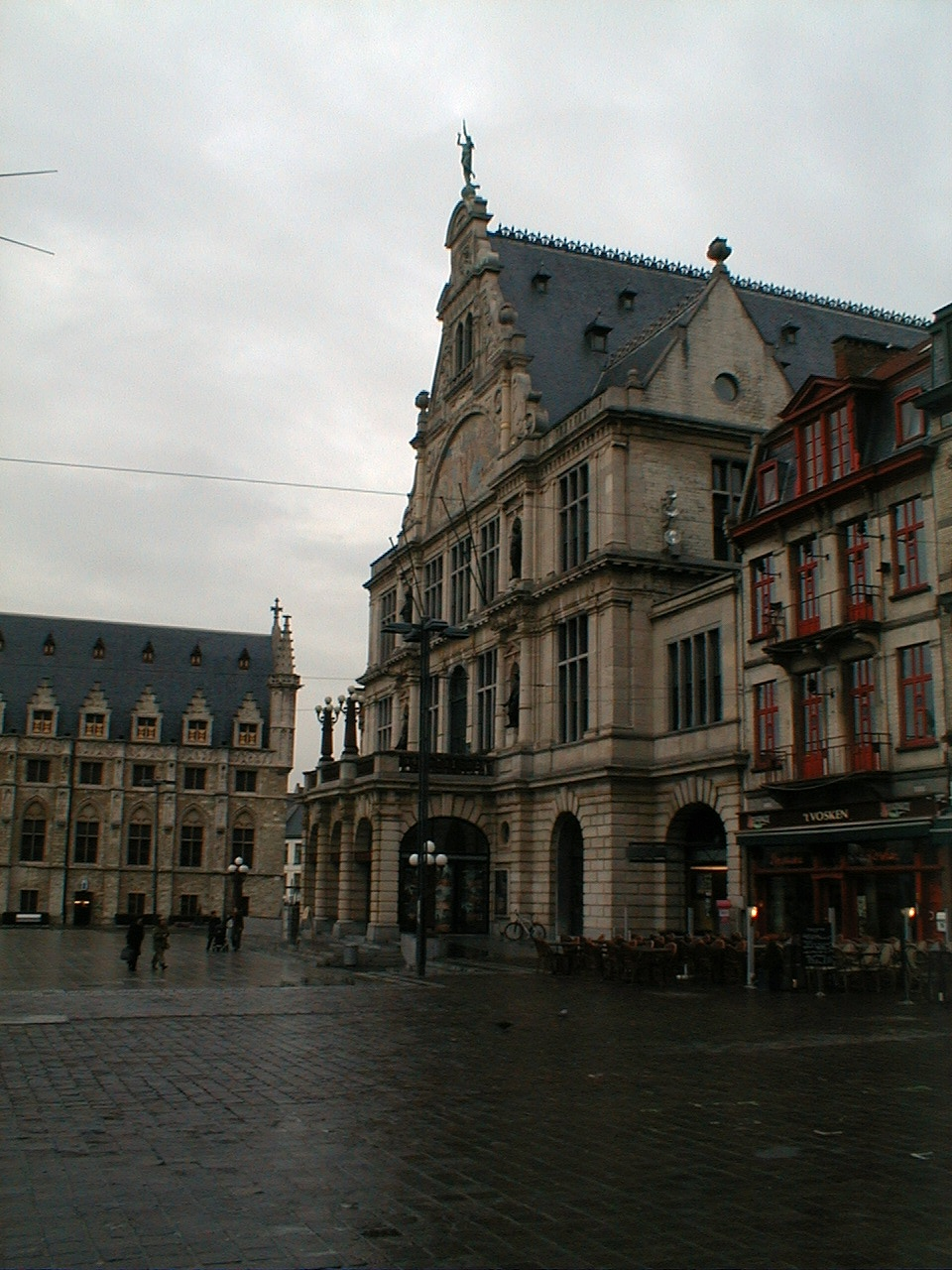
Sint-Baafsplein, met rechts het Nederlands Toneel Gent (NTGent)
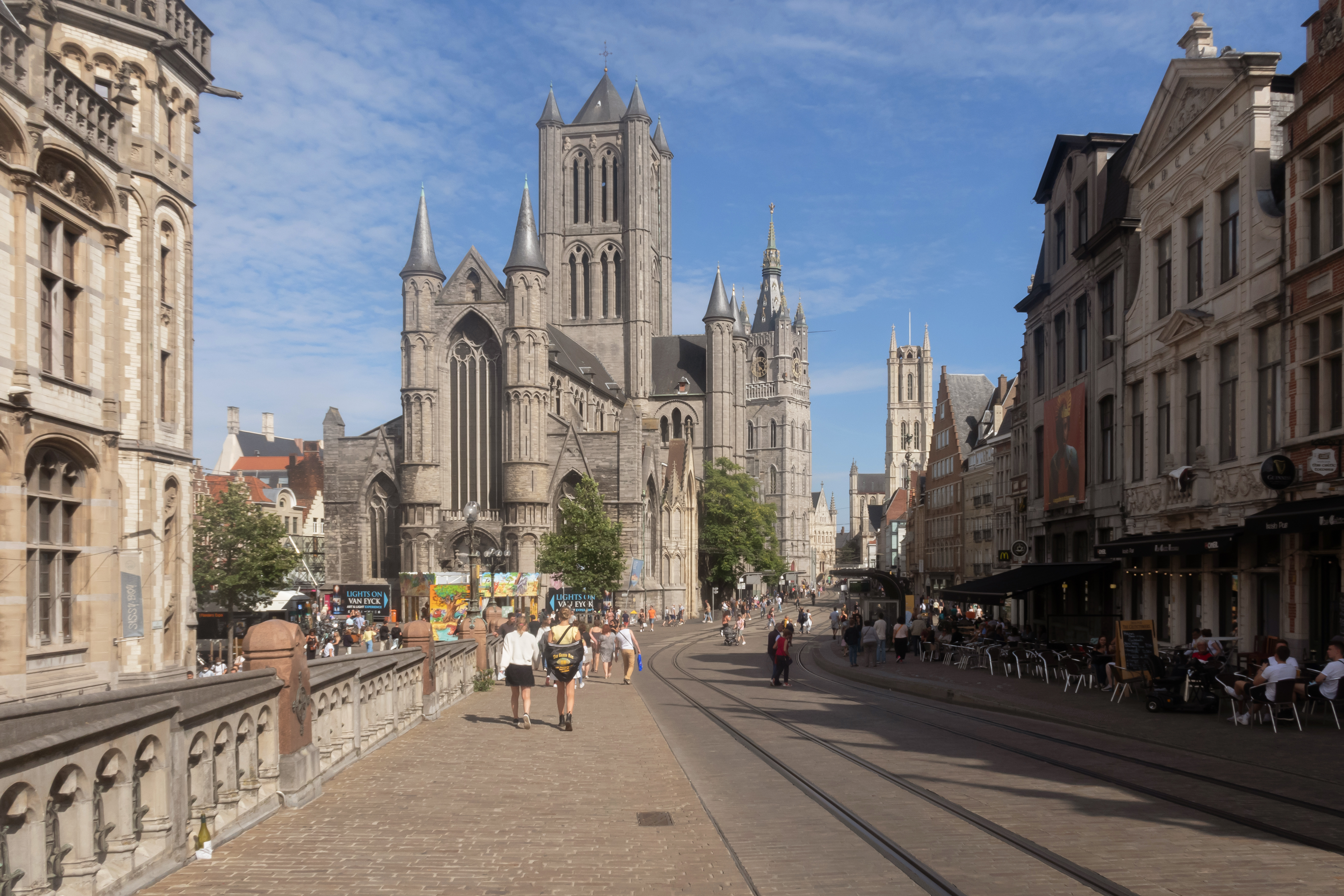
De Gentse torenrij, v.l.n.r. Sint-Niklaaskerk, het Belfort en de toren van de Sint-Baafskathedraal.
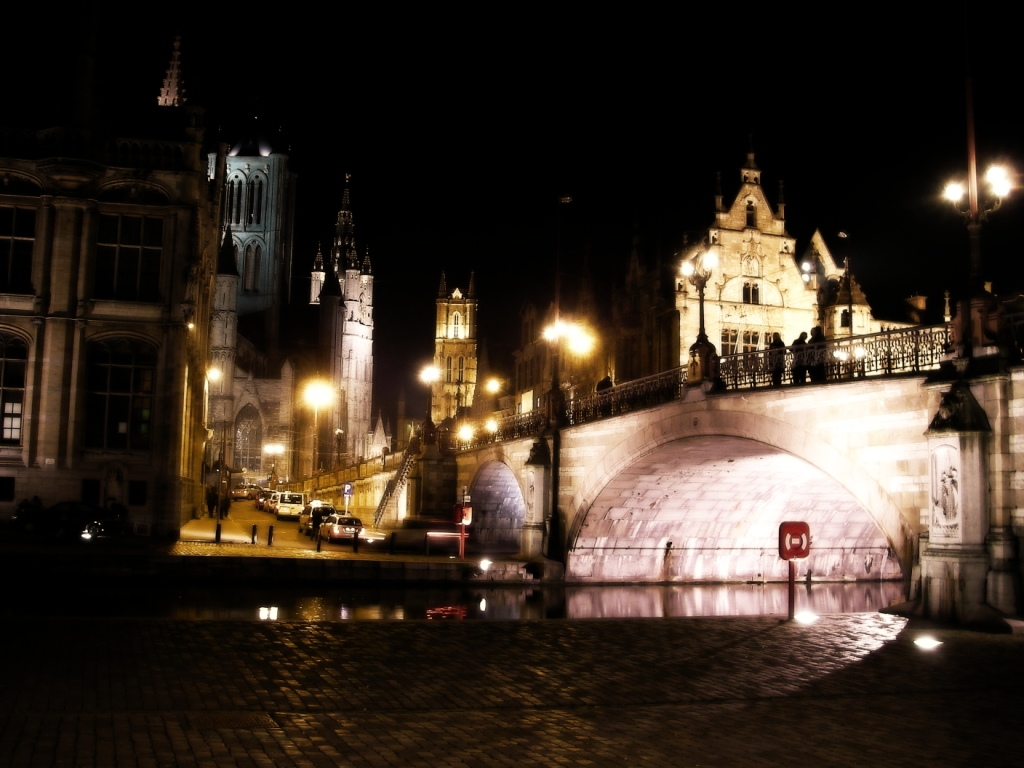
Gezicht op de drie torens vanaf de Korenlei
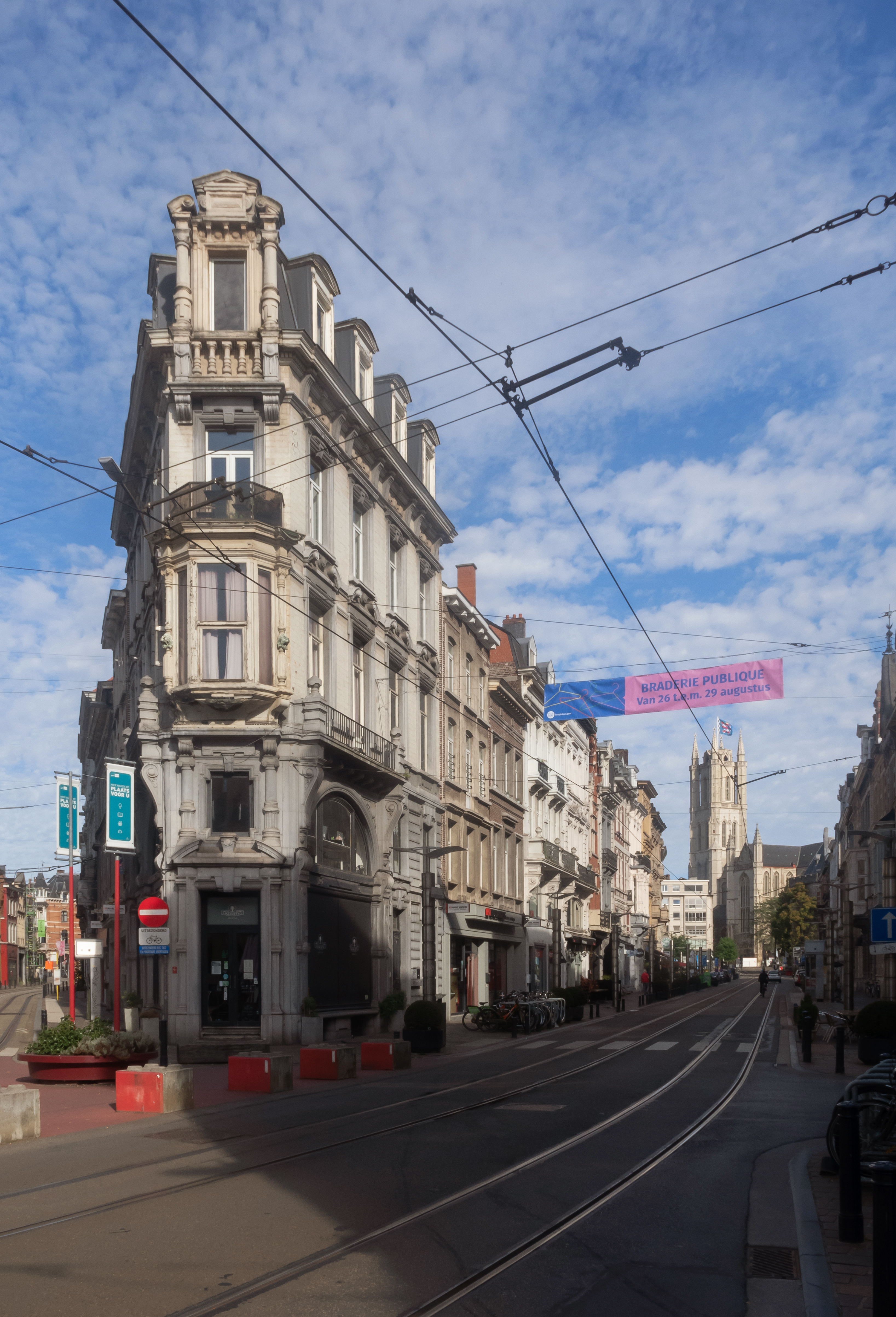
Hoekhuis Hippoliet Lippensplein 25 op kruispunt Vlaanderenstraat-Brabantdam
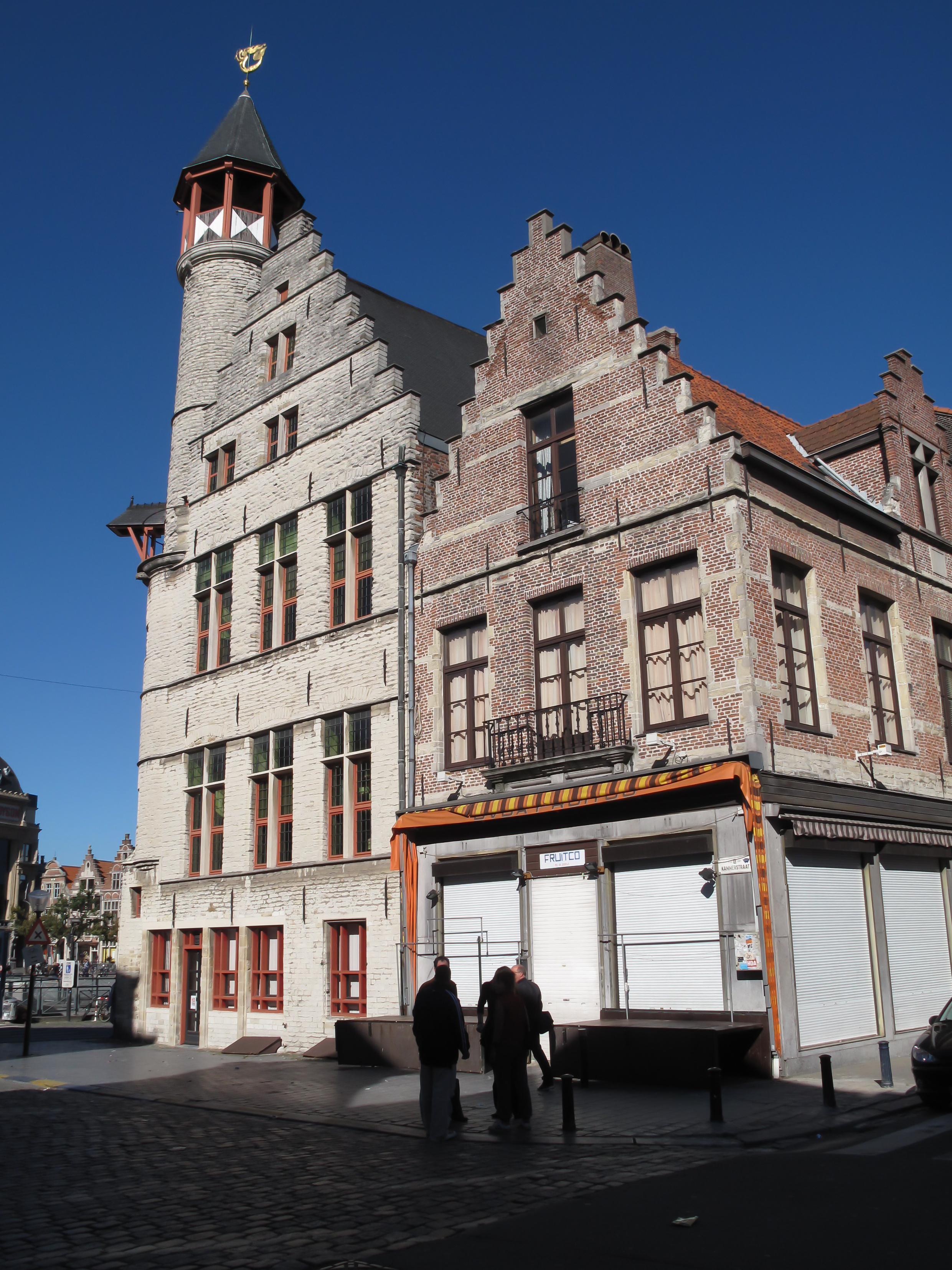
Bij de Vrijdagmarkt
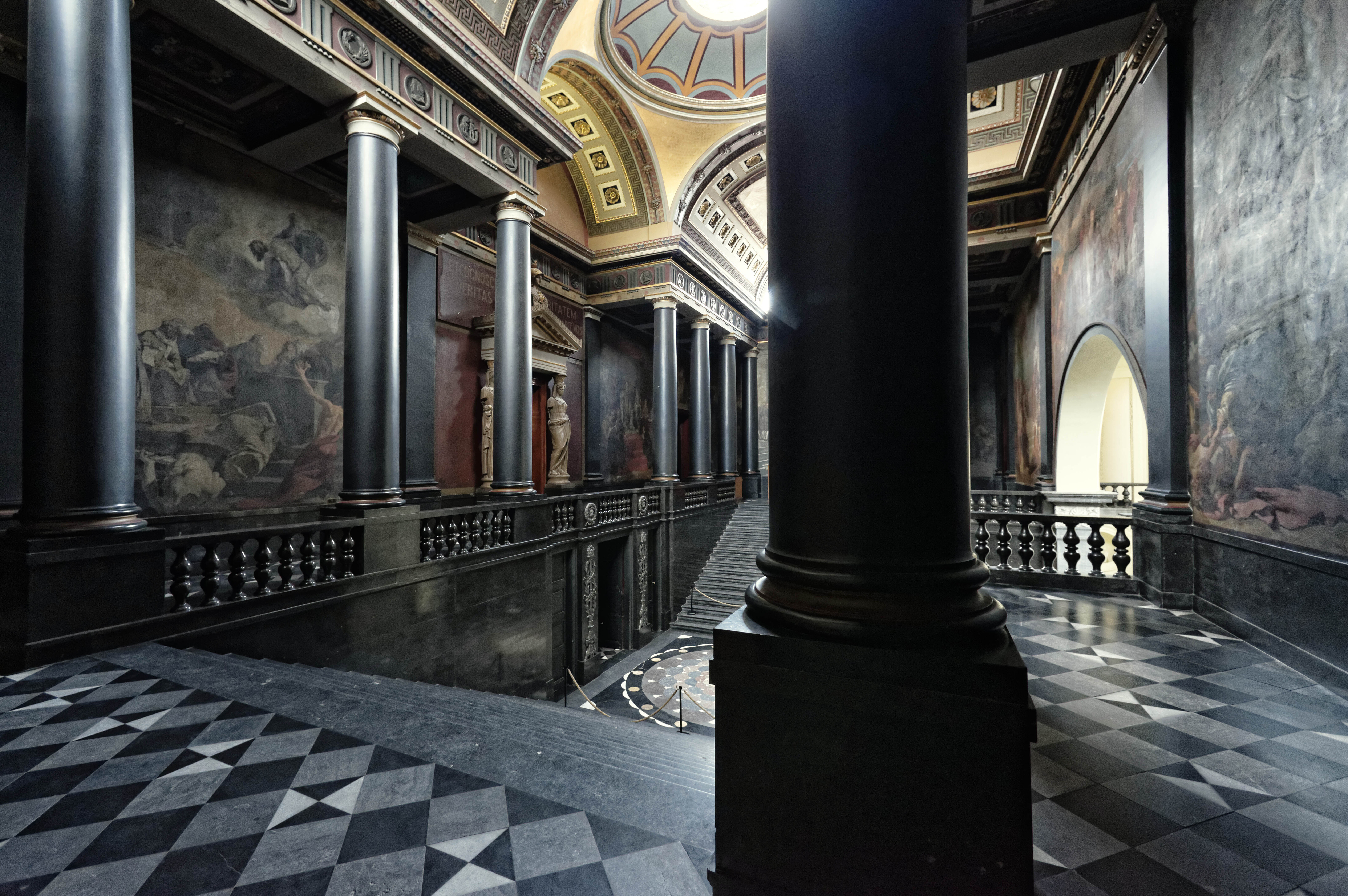
Aula van de Gentse universiteit, Volderstraat.
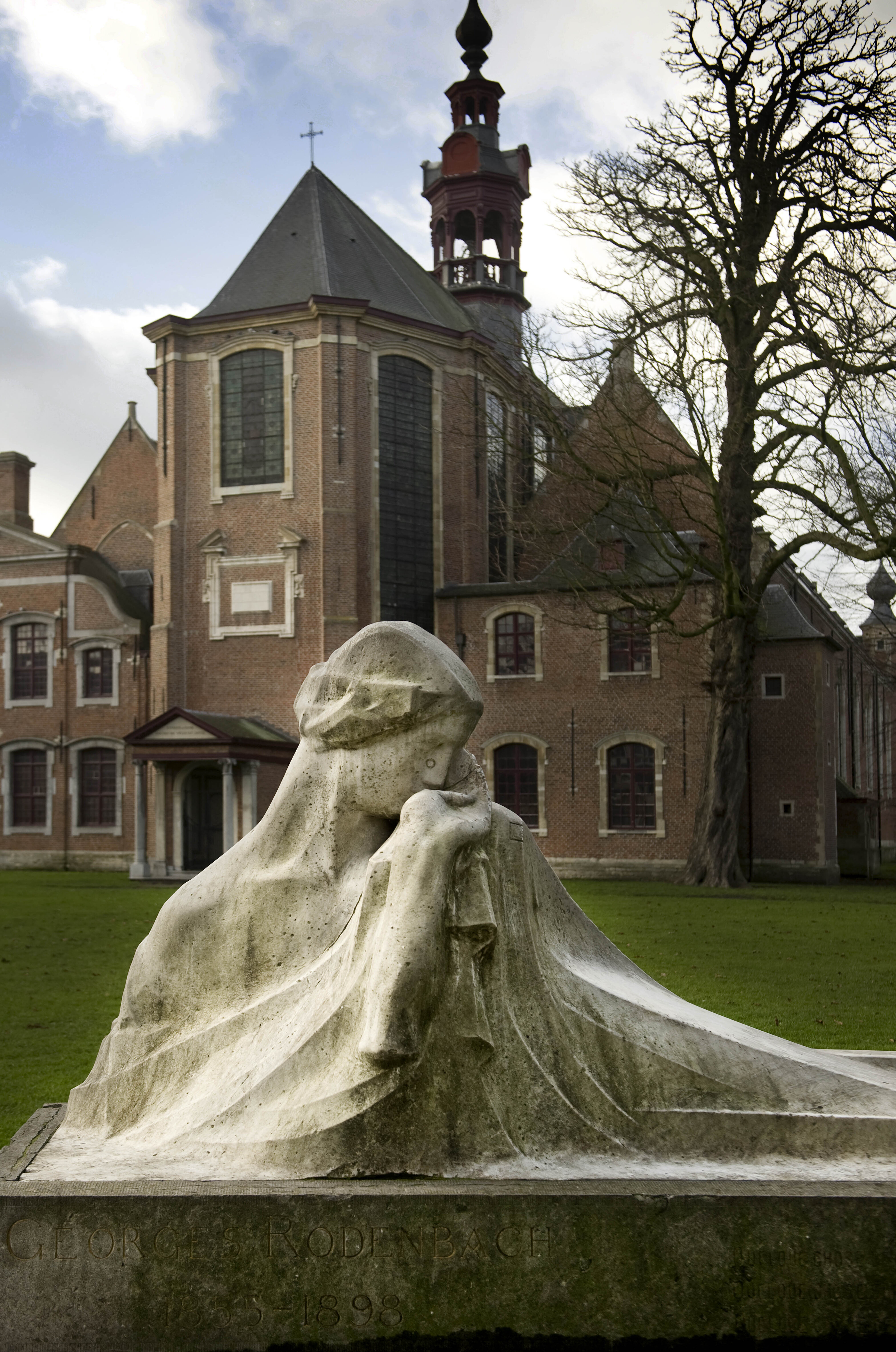
Elisabeth-begijnhof / Bruges-la-Morte van George Minne. Gedenkteken voor Georges Rodenbach.
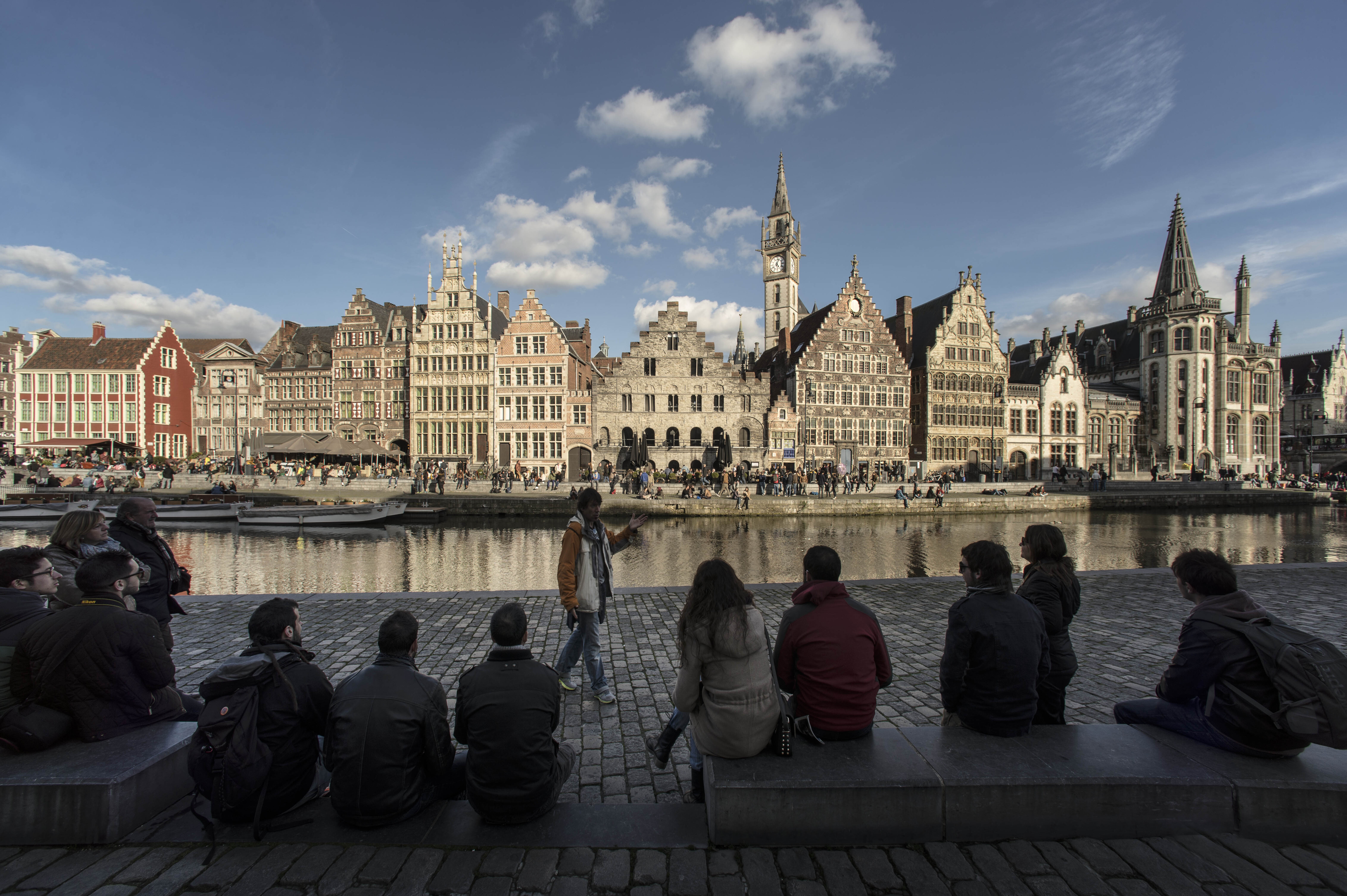
De Korenlei met de Graslei op de achtergrond.
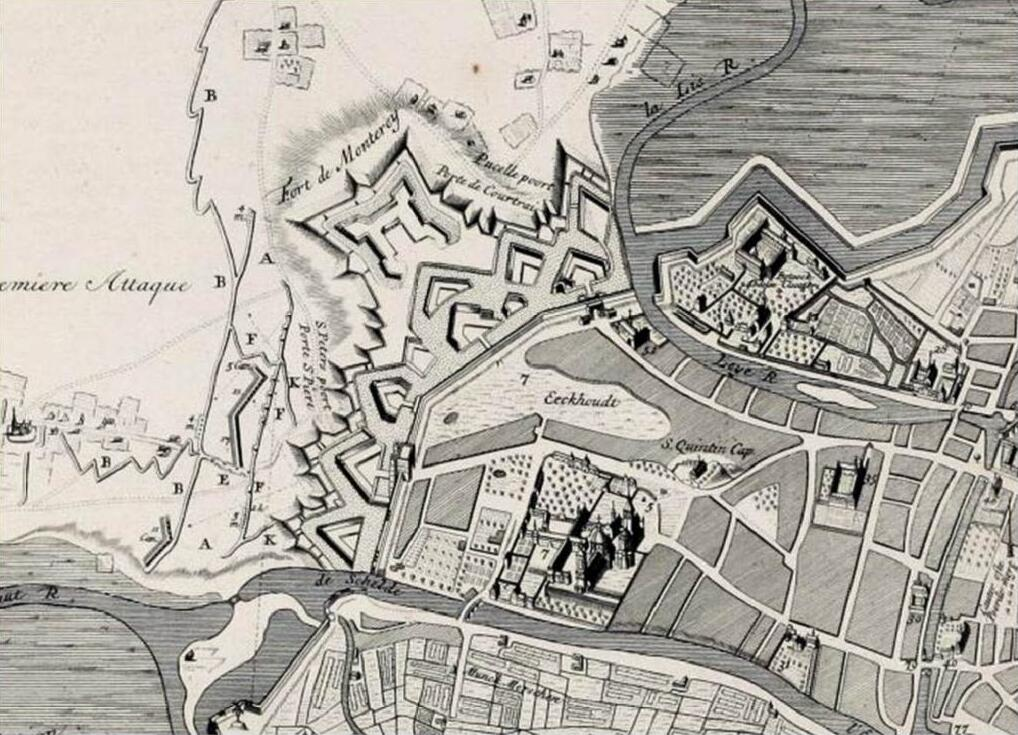
Oude kaart van het Sint-Pietersdorp met de Onze-Lieve-Vrouwekerk (5)
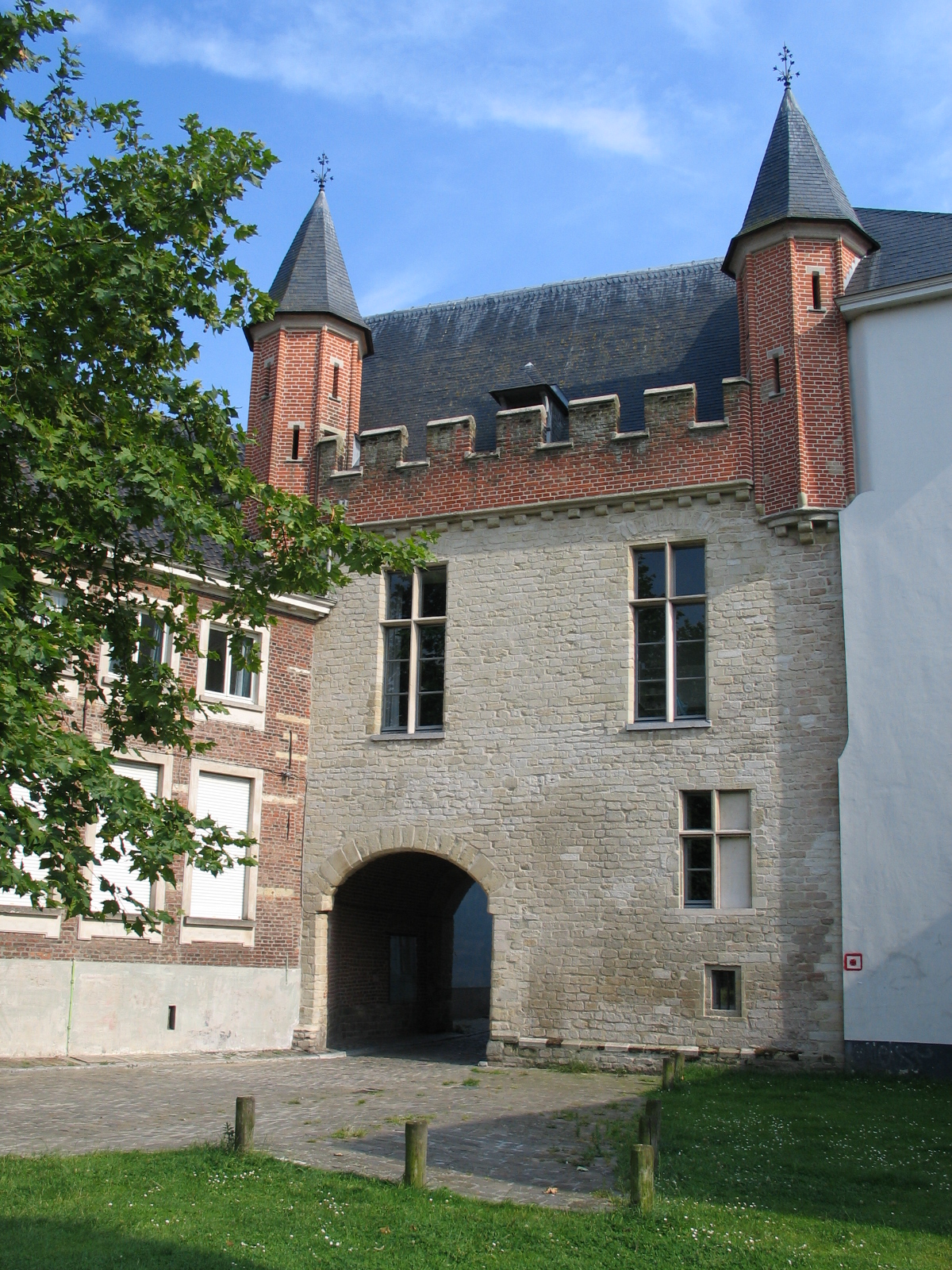
Gebouwen in het Hof Ten Walle
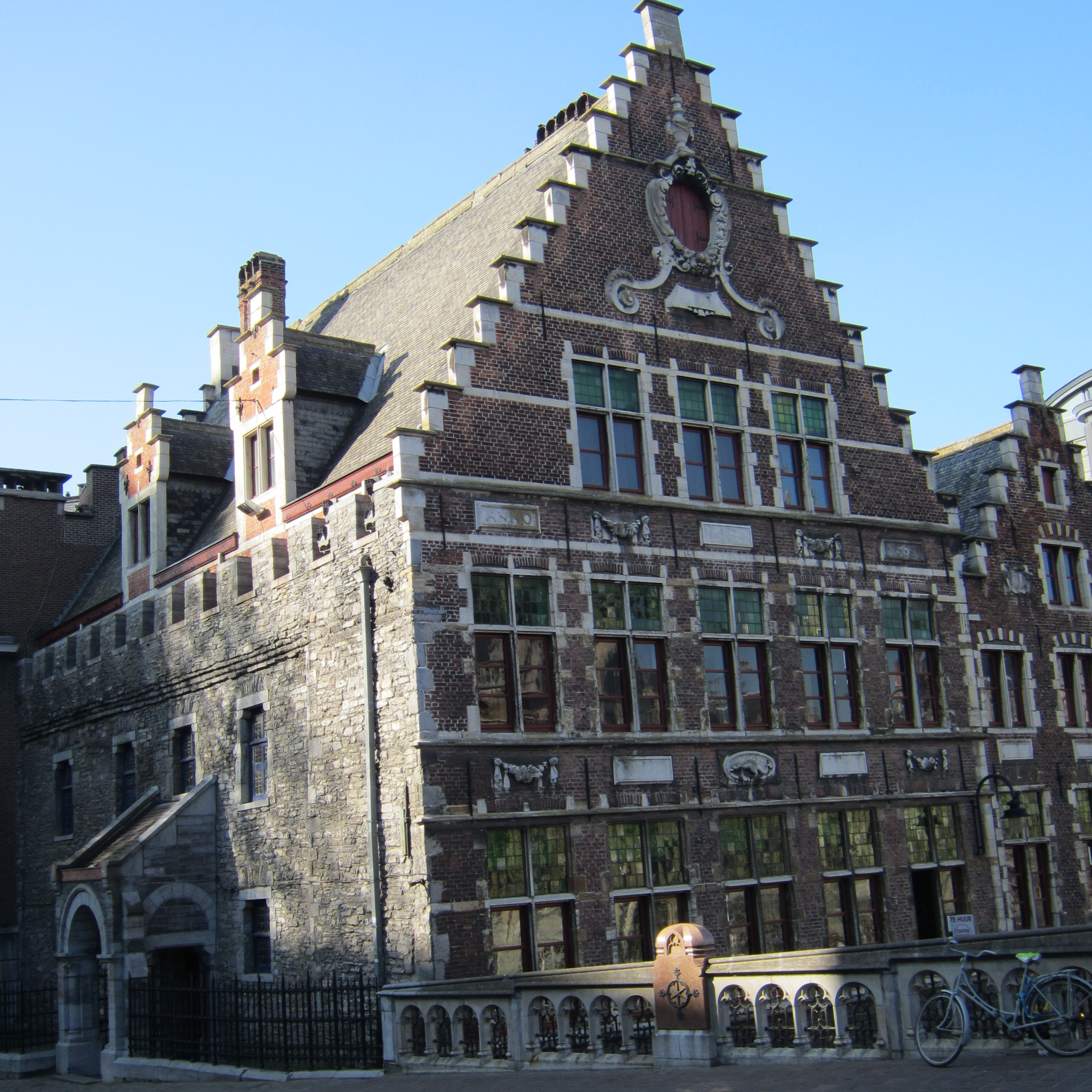
Hof van Fiennes, Sint-Michielsplein, Gent
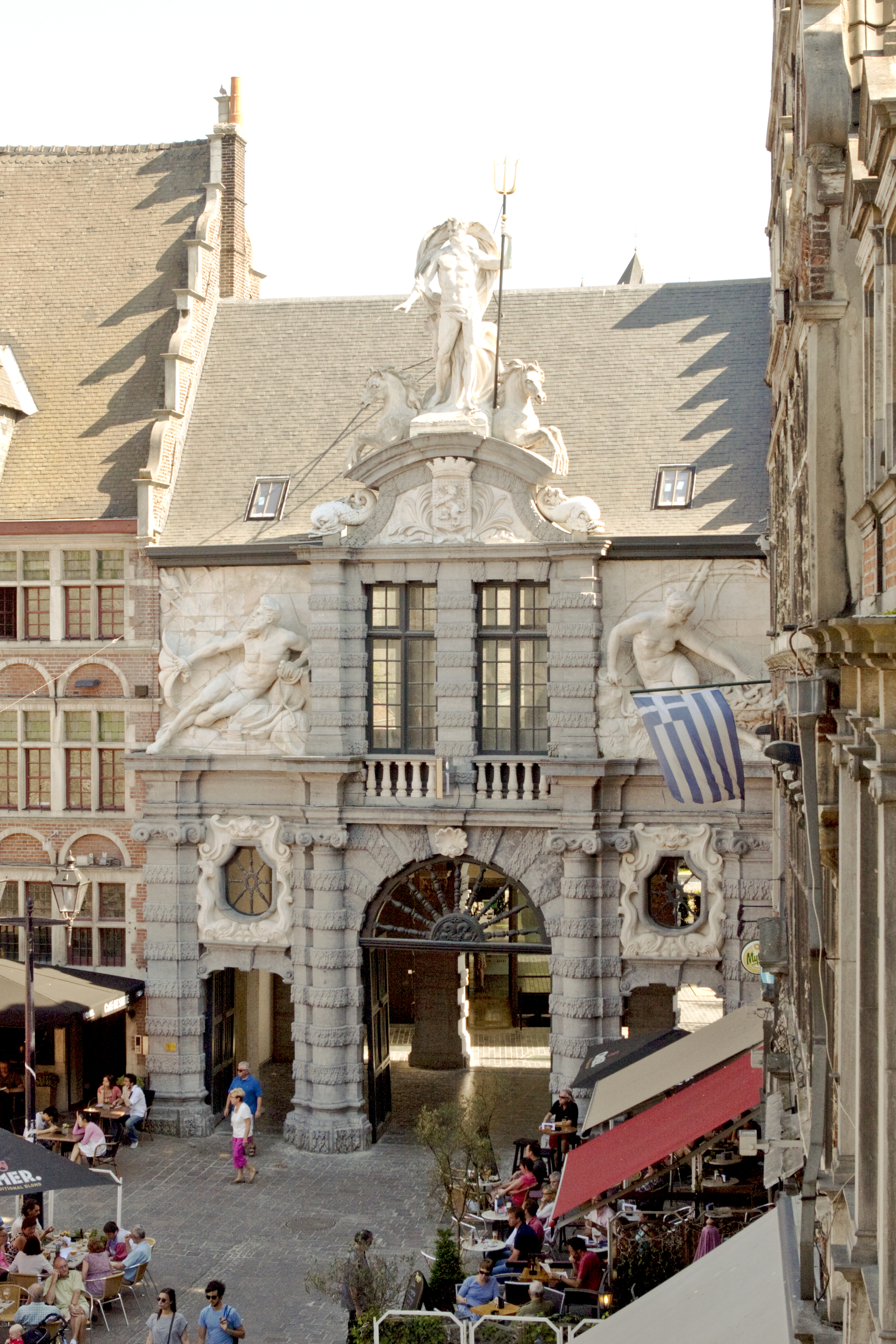
Oude Vismijn
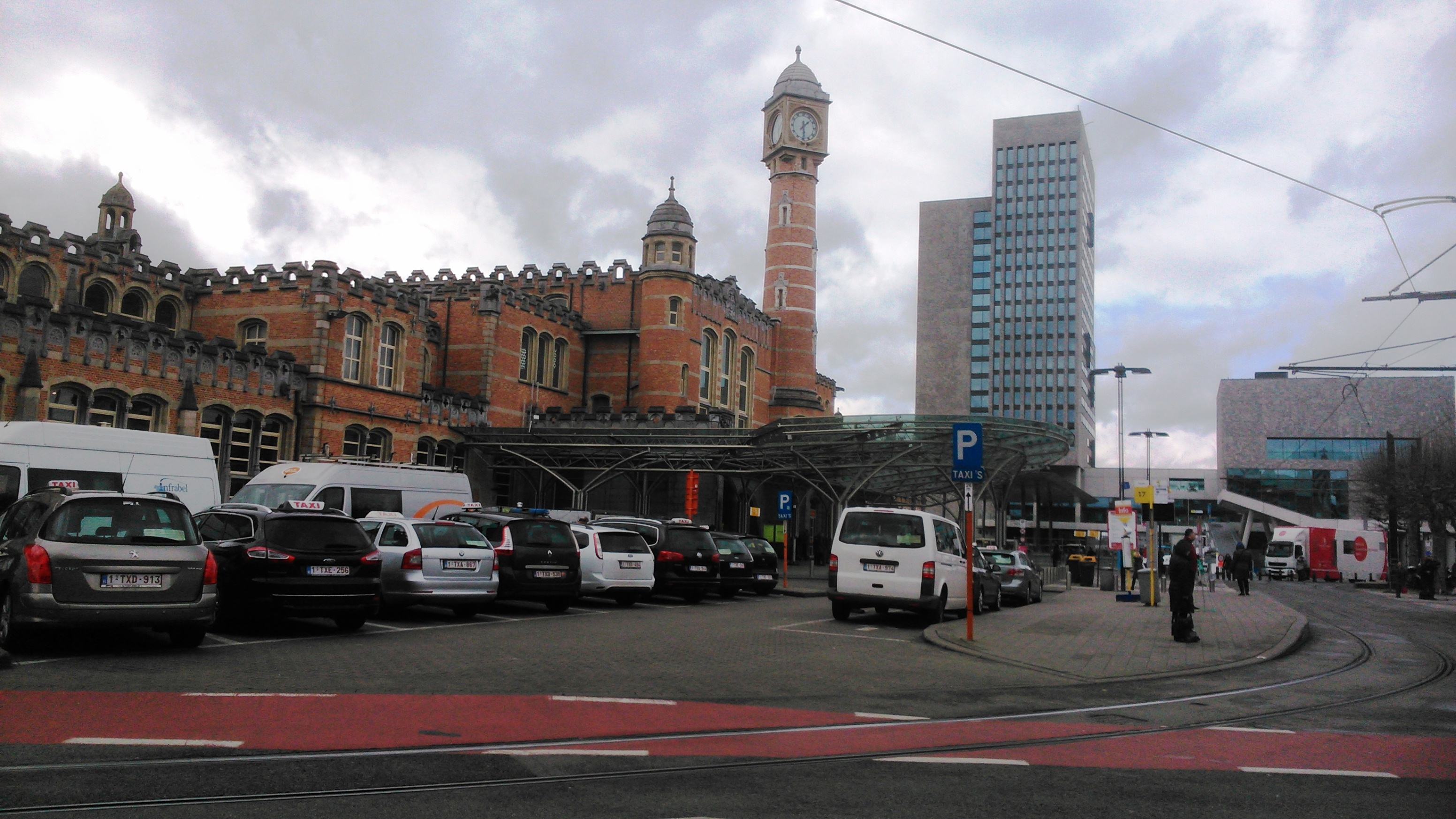
Sint-Pietersstation
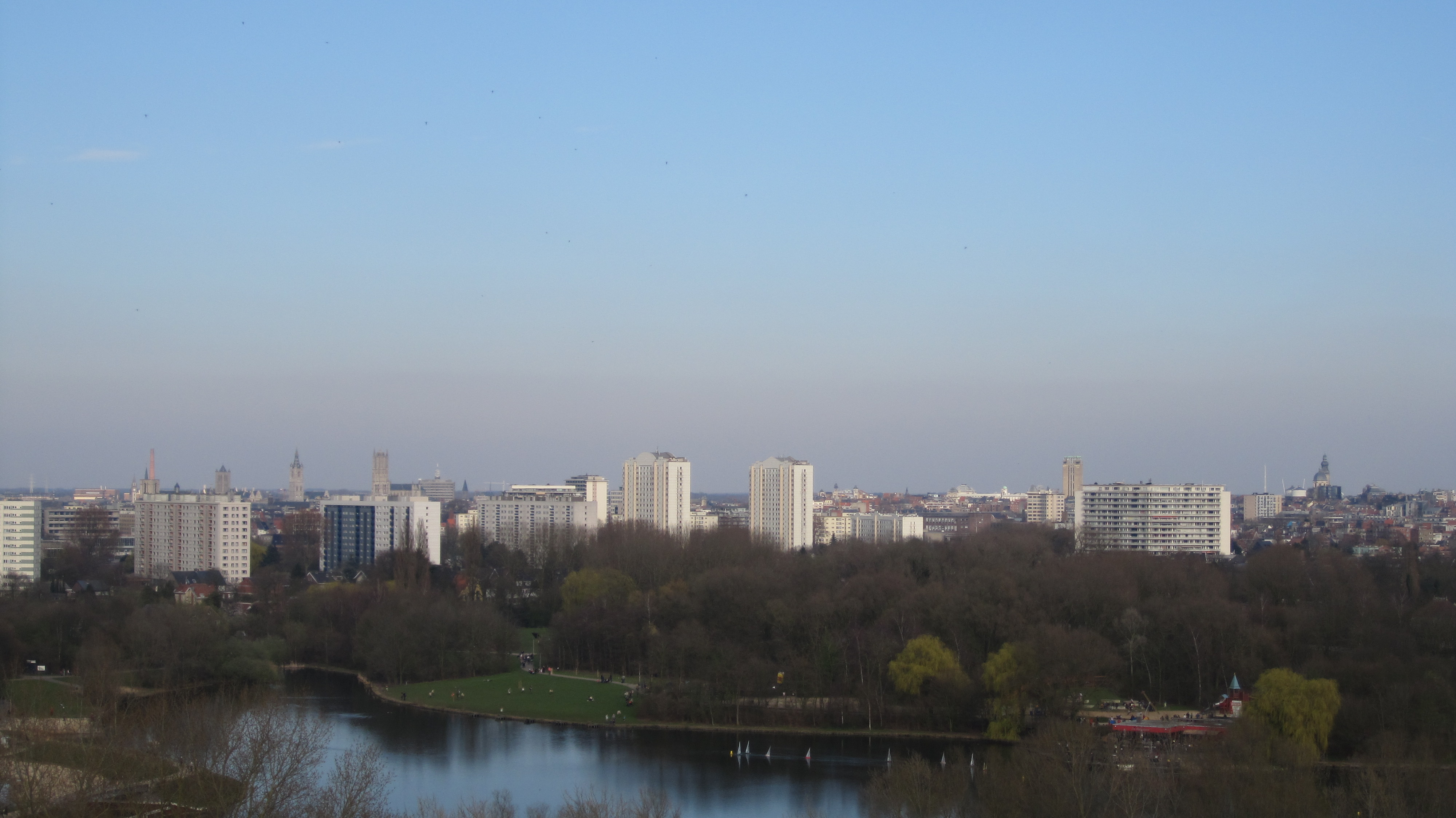
Gezicht op Gent vanaf de uitkijktoren in de Blaarmeersen
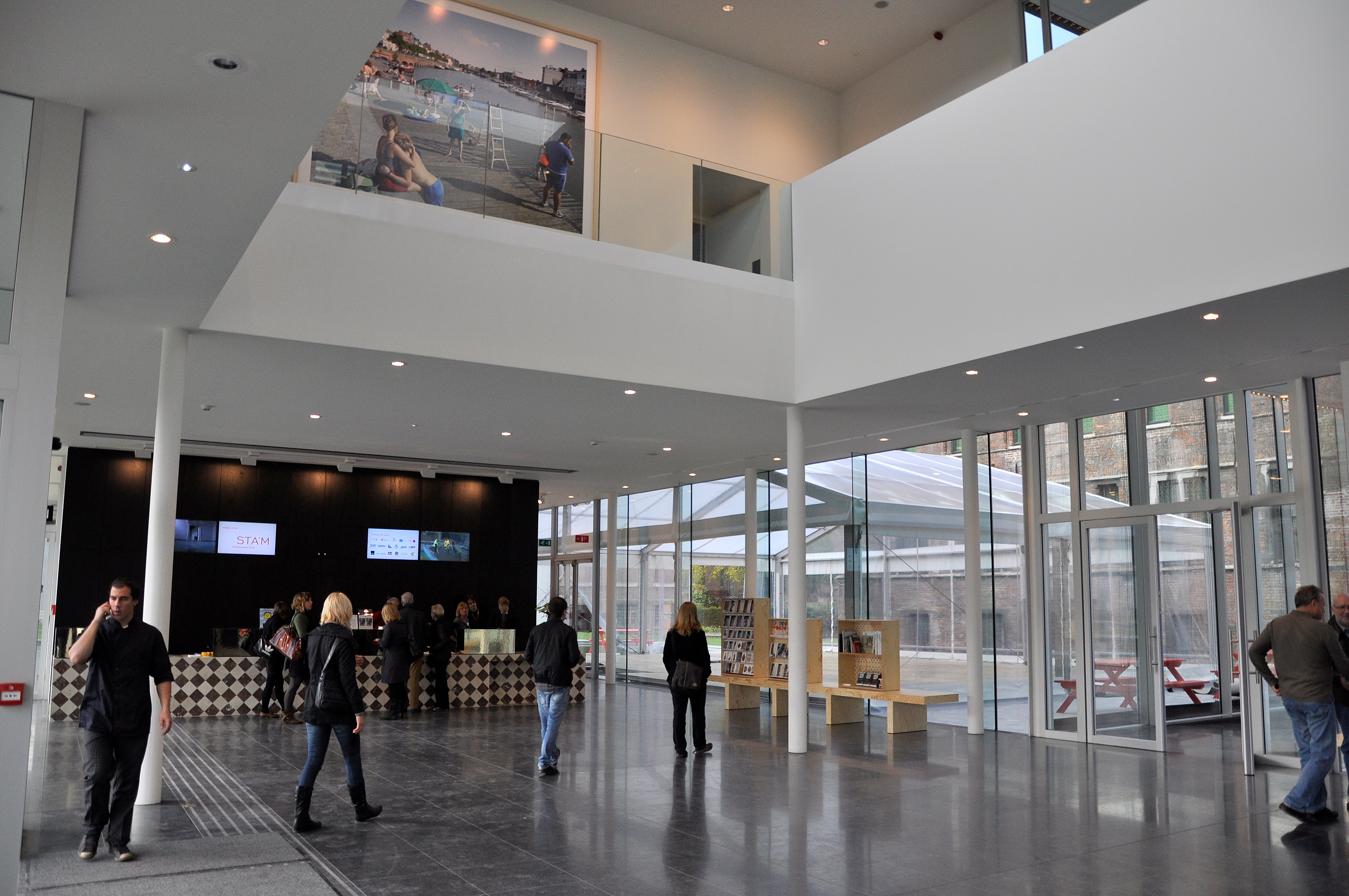
Stadsmuseum Gent (STAM), onthaal.
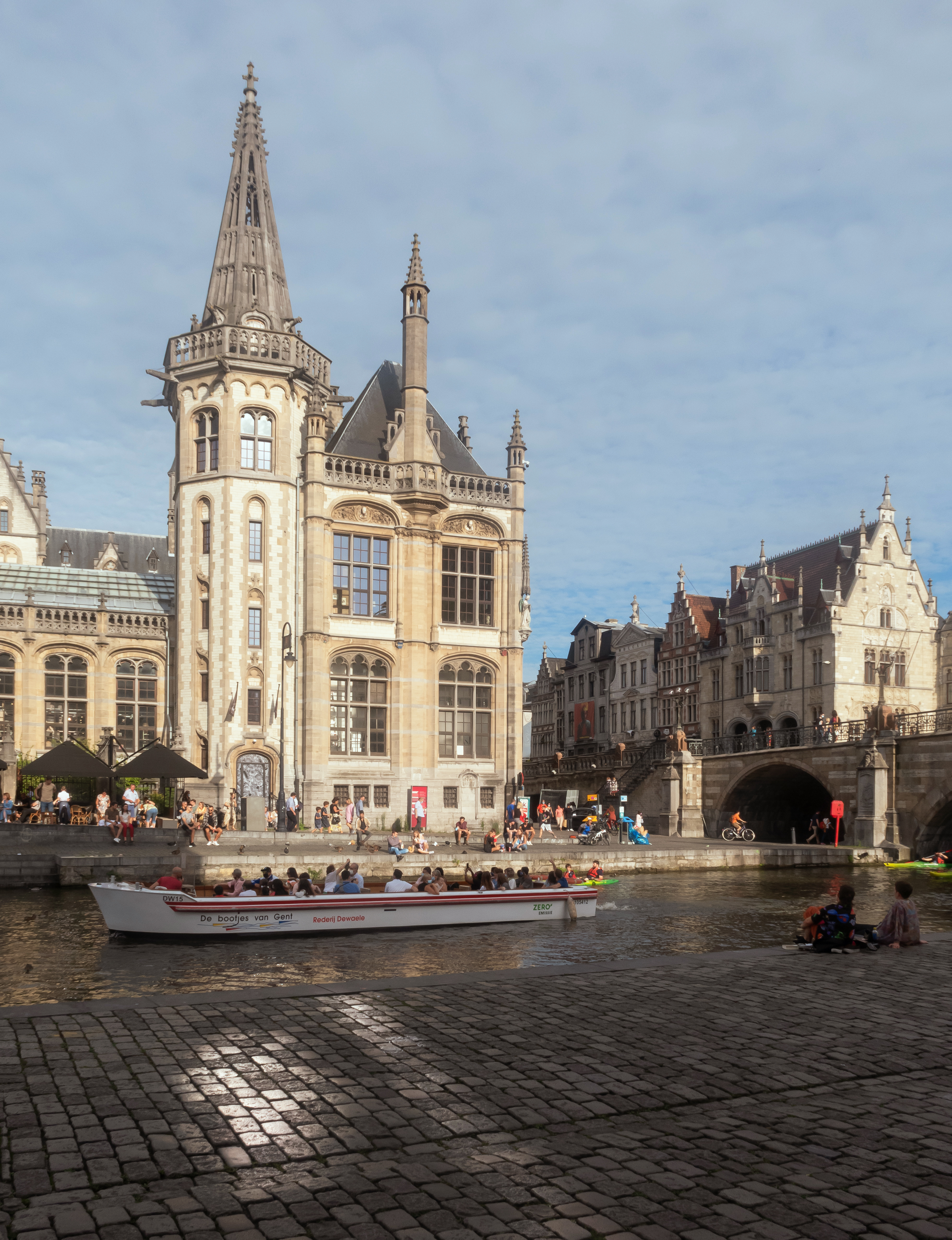
Toren van het oud Postkantoor en de Sint-Michielsbrug
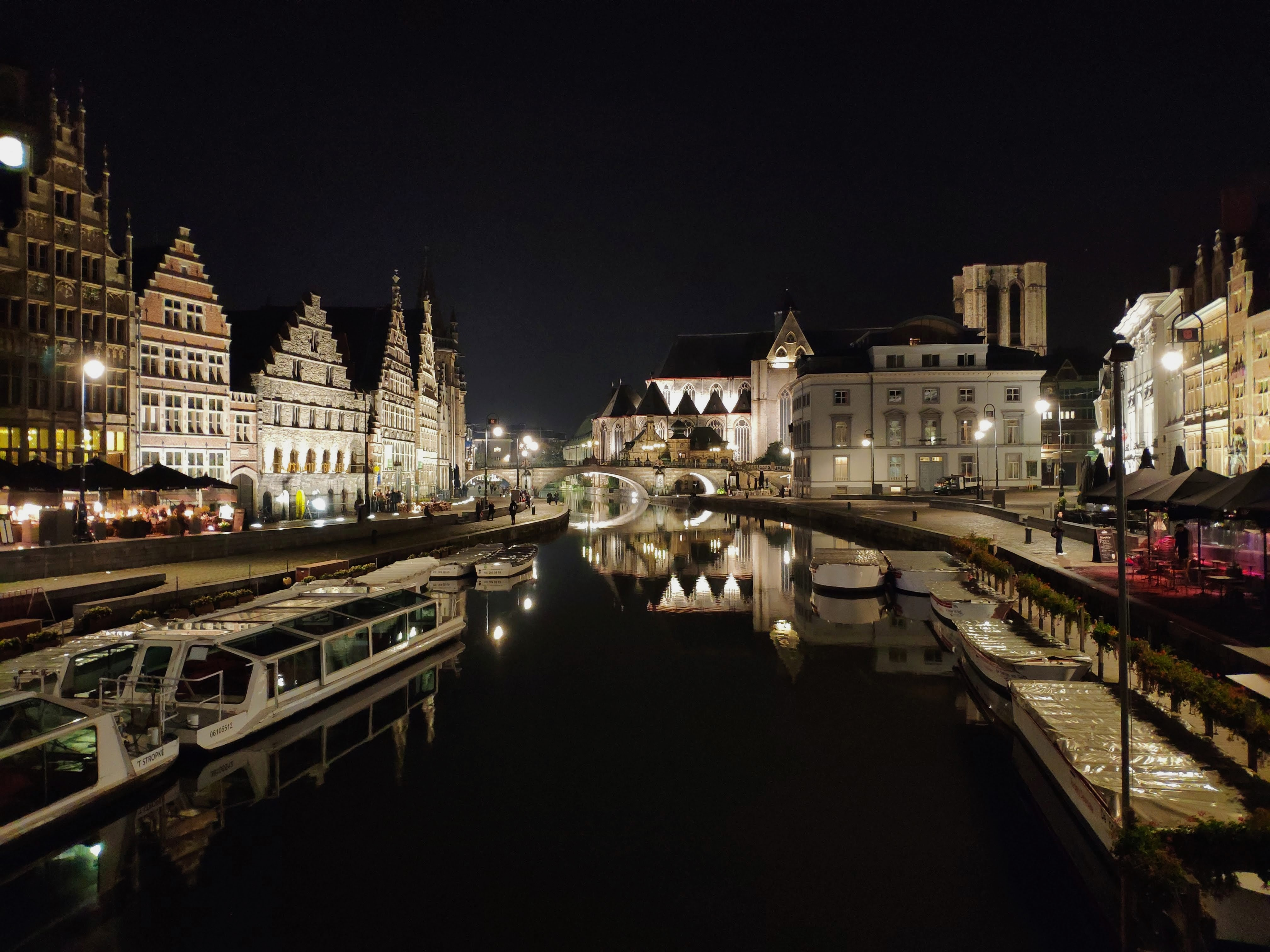
Nachtpanorama van Gent